# Mathilde von Canossa

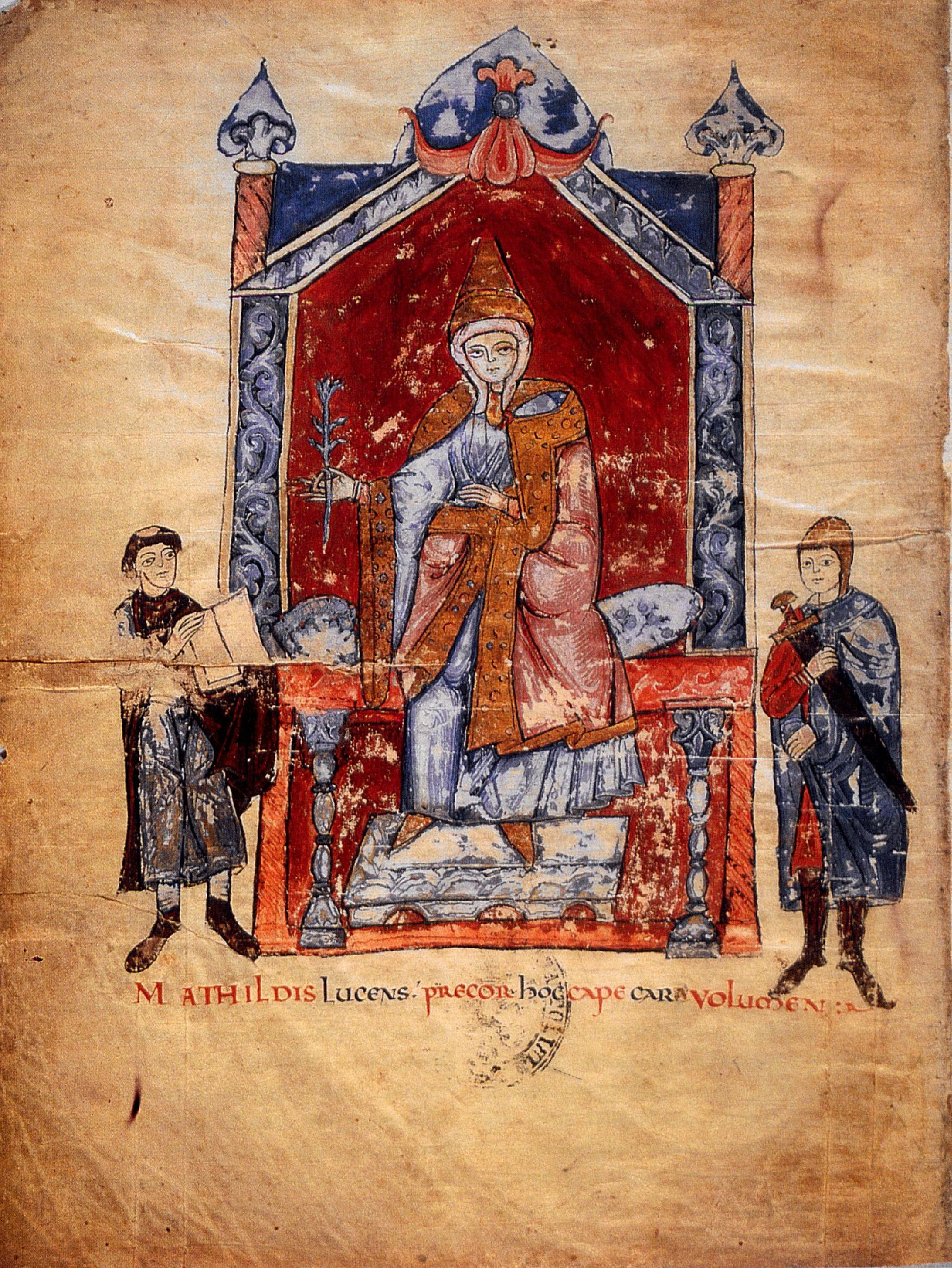
Im Dedikationsbild sitzt Mathilde auf einem Thron unter einem hohen Baldachin zwischen einem Mönch und einem Ritter. Sie hält in ihrer rechten Hand ein Pflanzenzepter. Die Bildunterschrift lautet: „Mathildis lucens precor hoc cape cara volumen“ („Werte Mathilde, ich bitte Dich, nimm dieses herrliche Buch.“). Vita Mathildis des Donizo, um 1115. Vatikanstadt, BAV, Ms. Vat. lat. 4922, fol. 7v.

Mathilde (auch Mathilde von Tuszien; * um 1046; † 24. Juli 1115 in Bondeno) aus der Familie der Herren von Canossa war eine der mächtigsten Adligen in Italien in der zweiten Hälfte des 11. Jahrhunderts.
Als Markgräfin herrschte sie über weite Gebiete der Toskana und der Lombardei. Als Verwandte des salischen Kaiserhauses vermittelte sie im sogenannten Investiturstreit einen Ausgleich. In diesem umfassenden Konflikt mit dem aufstrebenden Reformpapsttum um das Verhältnis zwischen geistlicher (sacerdotium) und weltlicher (regnum) Macht war es 1076 zur Absetzung und Exkommunikation des römisch-deutschen Königs Heinrich IV. durch Papst Gregor VII. gekommen. Im Januar 1077 war Heinrich nach seiner Buße vor der Burg Canossa (lateinisch Canusia) von Gregor wieder in die Sakramentsgemeinschaft aufgenommen worden. Die Verständigung zwischen König und Papst war jedoch von geringer Dauer. In den wenig später entstandenen Konflikten mit Heinrich IV. stellte Mathilde ab 1080 ihr ganzes militärisches und materielles Potential in den Dienst des Reformpapsttums. Ihr Hof wurde während der Wirren des Investiturstreits für zahlreiche Vertriebene zum Zufluchtsort und erlebte eine kulturelle Blüte. Auch nach Gregors Tod im Jahr 1085 blieb Mathilde eine wichtige Stütze der Reformkirche. Zwischen 1081 und 1098 geriet die canusinische Herrschaft durch die zermürbenden Auseinandersetzungen mit Heinrich IV. in eine große Krise. Die urkundliche und briefliche Überlieferung setzt für diese Zeit weitgehend aus. Eine Wende ergab sich durch eine Koalition der Canusinerin mit den süddeutschen Herzögen, die in Opposition zu Heinrich standen.
Nach Heinrichs Rückzug 1097 in das Reich nördlich der Alpen entstand in Italien ein Machtvakuum. Der Kampf zwischen regnum und sacerdotium veränderte das Sozial- und Herrschaftsgefüge der italienischen Städte dauerhaft und verschaffte ihnen Freiraum für Emanzipation von auswärtiger Herrschaft und kommunale Entwicklung. Ab Herbst 1098 konnte Mathilde zahlreiche der verlorenen Gebiete zurückgewinnen. Bis zuletzt versuchte sie die Städte unter ihre Kontrolle zu bringen. Nach 1098 nutzte sie verstärkt die Möglichkeiten, die der Schriftgebrauch bot, um ihre Herrschaft wieder zu konsolidieren. In ihren letzten Jahren trieb sie die Sorge um die eigene Memoria, weshalb die kinderlose Mathilde ihre Schenkungstätigkeit allein auf das Kloster Polirone als ihren Erben konzentrierte.
Mit Mathildes Tod starb die Familie 1115 aus. Päpste und Kaiser stritten sich um ihr reiches Erbe, die „mathildischen Güter“, bis weit in das 13. Jahrhundert. Mathilde wurde in Italien zum Mythos, der seinen Ausdruck in zahlreichen künstlerischen, musikalischen und literarischen Gestaltungen sowie Wundergeschichten und Legenden fand. Ihren Höhepunkt erreichte die Nachwirkung während der Gegenreformation und im Barock. Papst Urban VIII. ließ 1630 Mathildes Leichnam nach Rom überführen, wo sie als erste Frau in Sankt Peter bestattet wurde. Der Nachwelt bleibt vor allem ihre Rolle bei der Begegnung zwischen Papst Gregor VII. und König Heinrich IV. in den späten Januartagen des Jahres 1077 in Erinnerung.

## Leben bis zum Herrschaftsantritt

### Herkunft und Aufstieg der Canusiner

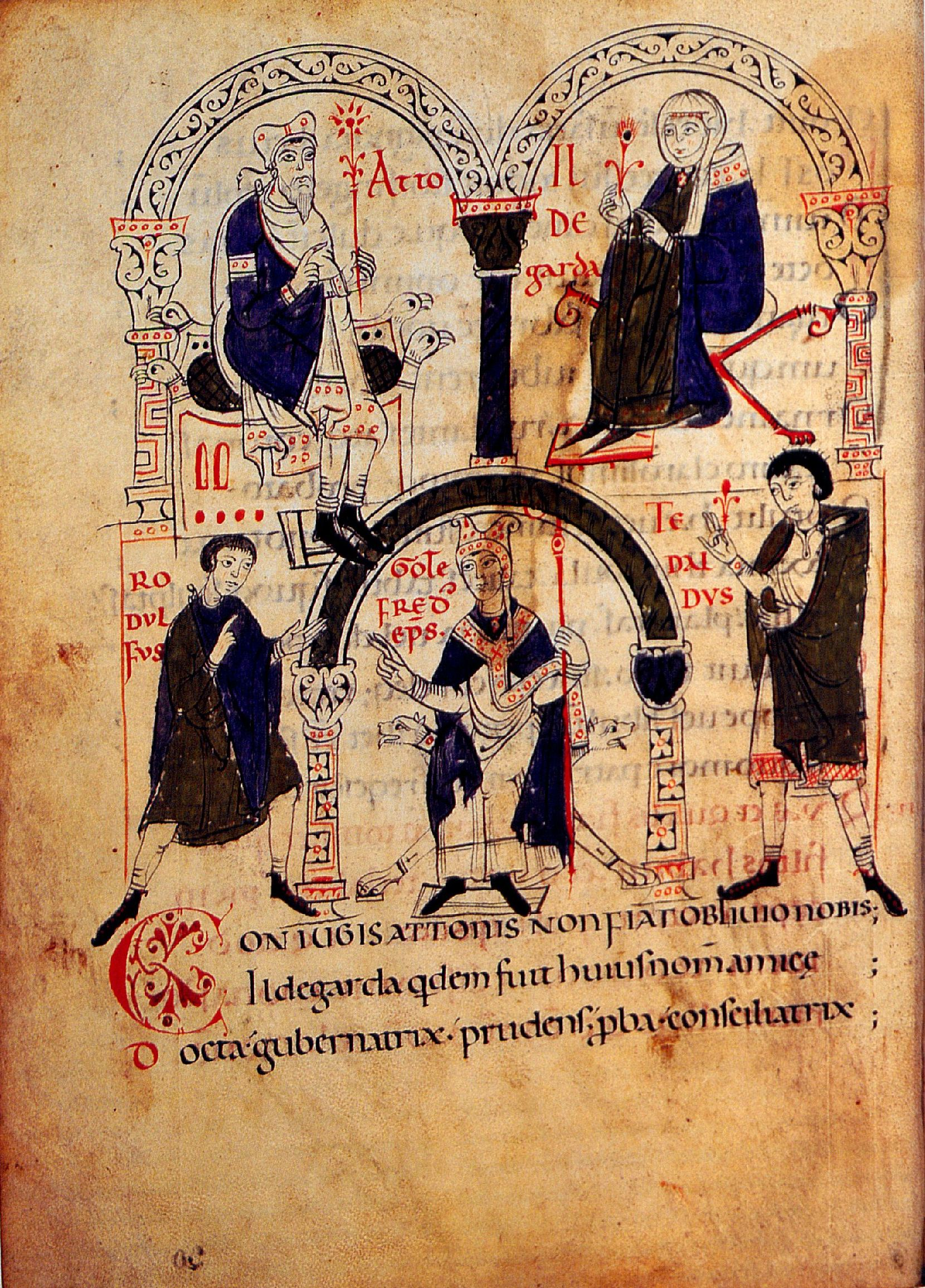
Adalbert-Atto von Canossa links neben seiner Gemahlin Hildegard, darunter die Söhne Rudolf, Gottfried (Gotofred) und Thedald. Die Eltern werden durch Arkadenbögen hervorgehoben. Vita Mathildis des Donizo, um 1115. Vatikanstadt, BAV, Ms. Vat. lat. 4922, fol. 20v.

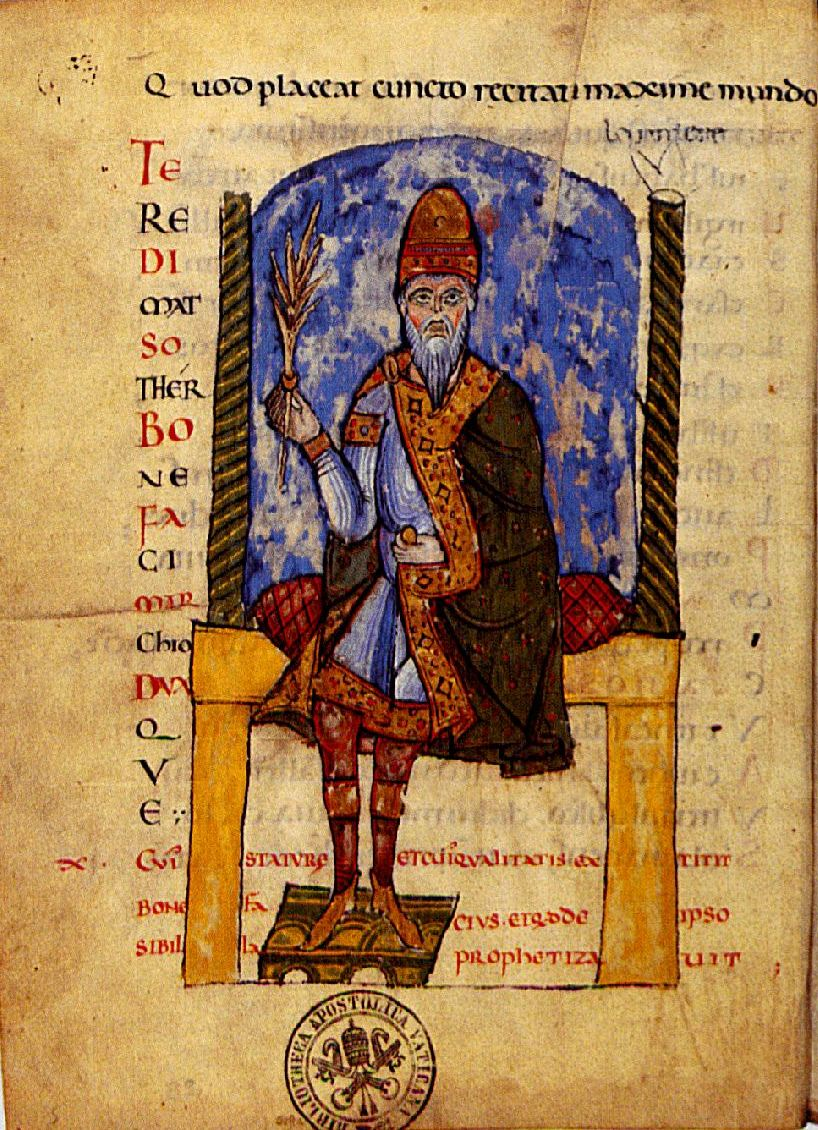
Bonifatius von Canossa sitzt auf einem säulenverzierten Steinthron und trägt kostbare Kleidung in der Vita Mathildis des Donizo, um 1115. Vatikanstadt, BAV, Ms. Vat. lat. 4922, fol. 28v.

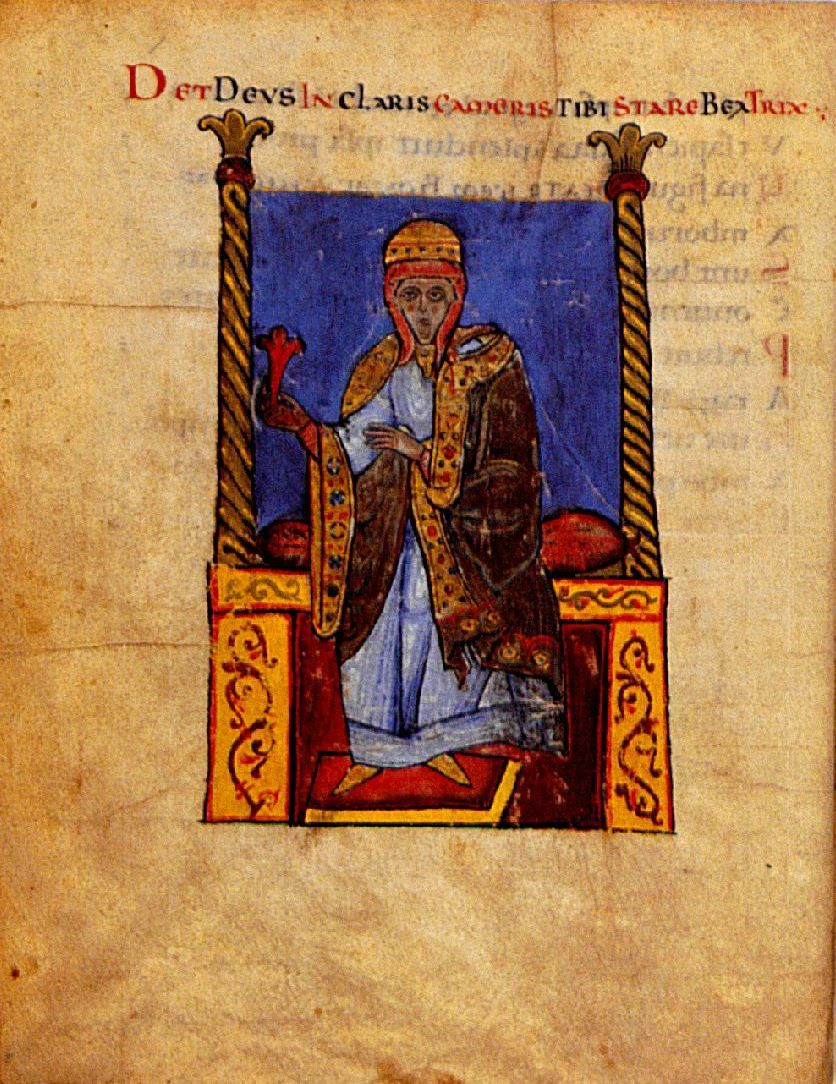
Mathildes Mutter sitzt ebenfalls auf einen säulenverzierten Steinthron mit wertvoller Kleidung in der Vita Mathildis des Donizo, um 1115. Vatikanstadt, BAV, Ms. Vat. lat. 4922, fol. 30v.

Mathilde entstammte dem adligen Geschlecht derer von Canossa, der Canusiner, eine Bezeichnung, die erst spätere Generationen erfanden. Der älteste sicher nachweisbare Ahnherr der Canusiner ist Siegfried (Sigefredus), der im ersten Drittel des 10. Jahrhunderts lebte und aus der Grafschaft Lucca stammte. Seinen Einflussbereich vergrößerte er wahrscheinlich im Gebiet um Parma und wohl auch schon in den Vorbergen des Apennin. Sein Sohn Adalbert-Atto konnte in der politisch zersplitterten Region mehrere Burgen in den Vorhöhen des Apennin unter seine Kontrolle bringen. Er baute in den Bergen südwestlich von Reggio auch die Burg Canossa zu einer Festung aus.
Im Jahr 950 starb überraschend König Lothar von Italien, woraufhin Berengar von Ivrea die Macht in Italien übernehmen wollte. Lothars Witwe Adelheid fand nach kurzer Gefangenschaft Zuflucht bei Adalbert-Atto in der Burg Canossa. Der ostfränkisch-deutsche König Otto I. griff daraufhin selbst in Italien ein und heiratete Adelheid 951. Dadurch kam es zu einer engen Bindung der Canusiner an die ottonische Herrscherfamilie. Adalbert-Atto trat in den Urkunden des Königs als Fürsprecher auf und konnte im Gefolge des Ottonen erstmals Kontakte zum Papsttum knüpfen. Dem Herrscher verdankte Adalbert-Atto auch die Verleihung der Grafschaften Reggio und Modena. Spätestens 977 kam noch die Grafenwürde von Mantua hinzu.
Adalberts Sohn und Mathildes Großvater Tedald setzte ab 988 die enge Bindung an die ottonischen Herrscher fort. Im Jahr 996 wird er als dux et marchio (Herzog und Markgraf) in einer Urkunde geführt. Dieser Titel wurde von allen nachfolgenden Canusinern übernommen.
Eine Erbteilung unter den drei Söhnen Tedalds konnte verhindert werden. Unter Mathildes Vater Bonifaz von Canossa erreichte der Aufstieg der Familie einen Höhepunkt. Die Canusiner Atto, Tedald und Bonifaz instrumentalisierten Klöster für ihren expansiven Herrschaftsausbau. Sie gründeten Klöster (Brescello, Polirone, Santa Maria di Felonica) an verkehrspolitisch und strategisch wichtigen Plätzen zur administrativen Verdichtung größerer Besitzmassen, nutzten drei Familienheilige (Genesius, Apollonius und Simeon) zur Stabilisierung des canusinischen Machtgefüges und strebten nach Einflussnahme auf schon länger bestehende Konvente (Abtei Nonantola). Die Übertragung von Klöstern an lokale Bischöfe und die Förderung geistlicher Institutionen vergrößerten zusätzlich ihr Netzwerk. Das Auftreten als Hüter der Ordnung festigte ihre Position entlang der Via Emilia. Arnaldo Tincani konnte beim Canossabesitz im Pogebiet die beachtliche Zahl von 120 Höfen nachweisen.
Mit dem salischen Herrscher Konrad II. arbeitete Bonifaz eng zusammen. Er erhielt 1027 die Markgrafschaft Toskana und verdoppelte dadurch den Herrschaftsbereich der Canusiner. Bonifaz stieg zur mächtigsten Person zwischen dem mittleren Po und der Nordgrenze des Patrimonium Petri auf. Kaiser Konrad wollte durch eine Ehe seinen wichtigsten Parteigänger südlich der Alpen langfristig an sich binden. Anlässlich der Hochzeit von Konrads Sohn Heinrich III. mit Gunhild in Nimwegen lernte Bonifaz wohl Beatrix kennen. Sie wurde sehr wahrscheinlich 1037 mit dem deutlich älteren Markgrafen Bonifaz von Tuszien-Canossa verheiratet. In die Ehe brachte Beatrix bedeutsames Heiratsgut in Lothringen ein. Als Tochter des Herzogs Friedrich von Oberlothringen war sie nach dessen Tod im Umfeld der Kaiserin Gisela erzogen worden. Für Bonifaz brachte die Ehe mit einer Herzogstochter und Verwandten des Kaisers Prestige und die Aussicht auf einen Erben.
Die Canusiner waren kein kinderreiches Adelsgeschlecht. Aus der Verbindung mit Beatrix gingen ein Sohn und zwei Töchter hervor. Friedrich und die kleine Beatrix starben jedoch spätestens 1055. Als jüngste Tochter überlebte die wohl 1046 geborene Mathilde. Bonifaz war zeit seines Lebens ein gefürchteter und für manchen kleinen Vasallen auch ein gehasster Fürst. Er wurde im Mai 1052 während der Jagd in einem Wald in der Nähe von Mantua ermordet. Seine Witwe konnte in der Folgezeit die Familienbesitzungen weitgehend zusammenhalten. Sie knüpfte zudem wichtige Kontakte zu führenden Personen der kirchlichen Erneuerungsbewegung und entwickelte sich zu einer immer wichtigeren Stütze des Reformpapsttums.
Mathildes Geburtsort und Geburtstag sind unbekannt. Über ihren Geburtsort streiten die italienischen Gelehrten seit Jahrhunderten. Nach Francesco Maria Fiorentini, einem lucchesischen Arzt und Gelehrten des 17. Jahrhunderts, wurde sie in Lucca geboren. Für den Reggianer Benediktiner Camillo Affarosi war Canossa ihr Geburtsort. Lino Lionello Ghirardini und Paolo Golinelli plädierten für Mantua. Auch eine neuere Veröffentlichung von Michèle K. Spike favorisiert Mantua, da es damals das Zentrum für Bonifaz’ Hof war. Außerdem wurden Ferrara oder der kleine toskanische Ort San Miniato diskutiert. Eine feste Hofhaltung kann nach Elke Goez in den Quellen jedoch weder für Mantua noch für einen anderen Ort nachgewiesen werden.
Mathilde dürfte die frühen Jahre in der Umgebung ihrer Mutter verbracht haben. Durch den Tod ihres Bruders Friedrich wurde die Stellung der Familie deutlich schwieriger. Von einer erneuten Ehe versprach sich Beatrix, das Erbe des Bonifaz zu behaupten. Wohl im Sommer oder Herbst 1054 heiratete sie den von Heinrich III. abgesetzten Herzog Gottfried den Bärtigen von Niederlothringen. Damit hatte sie aber eine eheliche Verbindung mit einem der ärgsten Feinde Heinrichs III. geschlossen. Heinrich zog 1055 nach Italien, doch Gottfried konnte fliehen. Er kommt für mehr als ein Jahr nicht mehr in der Überlieferung vor. Beatrix unterwarf sich gemeinsam mit ihrer Tochter Mathilde in Florenz dem Kaiser. Mutter und Tochter wurden als Gefangene in das Reich nördlich der Alpen geführt. Ihr genauer Aufenthaltsort bleibt unbekannt. Heinrich gab die Reichslehen des verstorbenen Bonifaz nicht an Dritte, sondern behielt diese Güter ein.
Durch den frühen Tod des Kaisers mit 39 Jahren im Oktober 1056 konnte die Familie einige Monate später nach Italien zurückkehren und begann mit der Wiederherstellung der früheren Machtverhältnisse. Dabei wurde sie vom Papsttum unterstützt. Papst Viktor II. hatte die Canusiner bei ihrer Rückkehr begleitet. Im Juni 1057 hielt er eine Synode in Florenz ab. Viktor war nicht nur bei der Demütigung der Beatrix in Florenz dabei, sondern die programmatische Ortswahl der Synode verdeutlichte auch, dass die Canusiner gestärkt an der Seite des Papstes nach Italien zurückgekehrt und vollständig rehabilitiert waren. Während der Minderjährigkeit Heinrichs IV. suchte das Reformpapsttum Schutz bei den Canusinern. Nach Donizo, dem panegyrischen Biographen Mathildes und ihrer Vorfahren, waren Mathilde durch ihre Herkunft und Lebensumstände sowohl die französische als auch die deutsche Sprache geläufig.

### Ehe mit Gottfried dem Buckligen
Möglicherweise die Zeit der Minderjährigkeit Heinrichs IV. nutzend wollten Beatrix und Gottfried die Verbindung zwischen Lothringen und Canossa durch Verheiratung ihrer beiden Kinder langfristig festigen. Im Jahr 1069 heiratete Mathilde Gottfried den Buckligen. Das Paar blieb in Lothringen, Beatrix kehrte allein nach Italien zurück. Mathilde wurde 1070 schwanger. Gottfried scheint über dieses Ereignis auch den salischen Königshof in Kenntnis gesetzt zu haben. In einer Urkunde Heinrichs IV. vom 9. Mai 1071 wird von Herzog Gottfried oder dessen Erben gesprochen. Ihrer Tochter gab Mathilde den Namen ihrer Mutter, doch das Kind starb wenige Wochen nach der Geburt am 29. Januar 1071.
Mathildes Ehe mit Gottfried scheiterte nach kurzer Zeit. Sie floh zu ihrer Mutter nach Italien, wo ihr Aufenthalt am 19. Januar 1072 in Mantua nachweisbar ist. Dort stellte sie gemeinsam mit ihrer Mutter für das Andreaskloster eine Schenkungsurkunde aus. Gottfried wollte jedoch die Trennung von seiner Frau nicht akzeptieren. Bereits 1072 zog er über die Alpen und suchte mehrere Orte in der Toskana auf; anscheinend erhob er als Gatte Mathildes auf diese Gebiete Anspruch. Mathilde hielt sich in dieser Zeit in Lucca auf. Belege für ein Treffen des Ehepaars gibt es keine. Lediglich in einer einzigen Urkunde vom 18. August 1073 in Mantua für das Kloster San Paolo in Parma nannte Mathilde Gottfried als ihren Ehemann. Im Sommer 1073 hatte Gottfried Italien verlassen und war nach Lothringen zurückgekehrt. Mathilde wollte ihr Leben in einem Kloster fortsetzen. Sie bemühte sich 1073/74 vergeblich beim Papst um eine Auflösung der ehelichen Verbindung. Der Papst benötigte Herzog Gottfried als Bündnispartner und war daher an einer Scheidung nicht interessiert. Zugleich hoffte er auf Mathildes Hilfe bei seinen Kreuzzugsplänen. In der Folge lebte das Paar weiterhin getrennt, bis Gottfried im Februar 1076 einem Attentat zum Opfer fiel. Mathilde tätigte weder für Gottfried noch für ihr früh verstorbenes Kind Seelenheilschenkungen. Ihre Mutter Beatrix hingegen hatte 1071 für das Seelenheil ihrer Enkelin Beatrix die Abtei Frassinoro gegründet und zwölf Höfe „für die Gesundheit und das Leben meiner geliebten Tochter Mathilde“ („pro incolomitate et anima Matilde dilecte filie mee“) gestiftet.

### Einführung in die Herrschaft durch ihre Mutter Beatrix
Nach ihrer missglückten Ehe wollte Mathilde Nonne werden, doch ihre Mutter begann sie als präsumptive Nachfolgerin im gesamten Canusinergebiet aufzubauen und erstrebte dafür einen möglichst breiten öffentlichen Konsens. Bereits kurz nach ihrer Rückkehr urkundete Mathilde mit ihrer Mutter am 19. Januar 1072 in Mantua. Dabei schenkten sie dem dortigen Andreaskloster ihren Hof in Fornigada. In ihrem gesamten Herrschaftsgebiet versuchten die beiden Fürstinnen präsent zu sein. In der heutigen Region Emilia-Romagna war ihre Position deutlich gefestigter als im südlichen Apennin, wo sie ihre Gefolgschaft trotz reicher Schenkungen nicht hinter sich bringen konnten. Sie versuchten daher dort als Hüter der Gerechtigkeit und öffentlichen Ordnung aufzutreten. In sieben der insgesamt sechzehn von Beatrix abgehaltenen Placita wird die Teilnahme Mathildes erwähnt. Unterstützt von Richtern hielt Mathilde bereits drei Placita allein ab. Am 7. Juni 1072 führten Mathilde und ihre Mutter den Vorsitz im Gericht zugunsten des Klosters San Salvatore auf dem Monte Amiata. Am 8. Februar 1073 hatte Mathilde ohne ihre Mutter in Lucca zugunsten des dortigen Klosters San Salvatore e Santa Giustina den Vorsitz im Gericht. Dabei wurden auf Betreiben der Äbtissin Eritha dem Kloster Besitzungen in Lucca und Villanova am Serchio durch den Königsbann gesichert. Für das nächste halbe Jahr ist Mathildes Aufenthalt nicht bekannt, während ihre Mutter an den Inthronisationsfeiern Papst Gregors VII. teilnahm.
Ihre Mutter machte Mathilde mit zahlreichen Persönlichkeiten der Kirchenreform bekannt, vor allem mit Papst Gregor VII. selbst. Bereits in den sechziger Jahren hatte Mathilde den künftigen Papst, damals Archidiakon Hildebrand, kennengelernt. Nach seiner Wahl zum Papst begegnete sie ihm zum ersten Mal wohl vom 9. bis zum 17. März 1074. Mit Mathilde und Beatrix baute der Papst in der Folgezeit ein besonderes Vertrauensverhältnis auf. Allerdings starb Beatrix bereits am 18. April 1076. Als Seelgerät für sich und ihre Eltern stiftete Mathilde am 27. August 1077 dem Bischof Landulf und dem Domkapitel von Pisa ihren Hof Scanello und weiteren Grundbesitz im Umfang von 600 Mansen in der Nähe des Hofes.

## Herrschaft der Markgräfin Mathilde

### Mathildes Rolle während des Investiturstreites

„Interea, postquam de banno regis ad aures personuit vulgi, universis noster Romanus orbis contremuit“ (Unterdessen, als die Nachricht vom Bann des Königs der Menge zu Ohren kam, erzitterte unser ganzer römischer Erdkreis). Bonizo von Sutri, Liber ad amicum, 12. Jahrhundert. München, Bayerische Staatsbibliothek, Clm 618, fol. 21v.

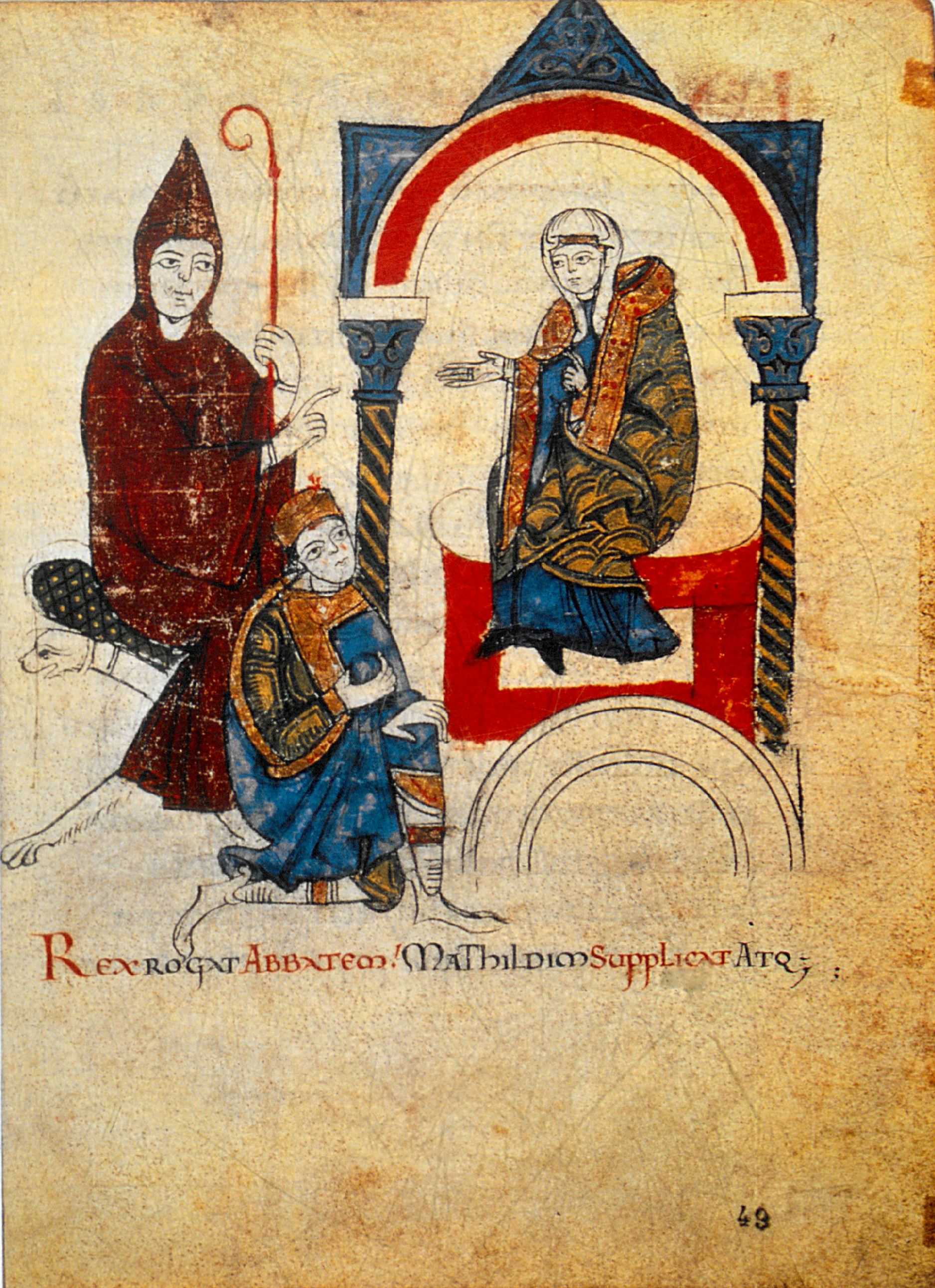
Mathilde von Tuszien und Hugo von Cluny als Fürsprecher Heinrichs IV. Ihr Thron wird auf der Abbildung von einem steinernen Baldachin (Ciborium) überdacht. Ciborien sollten den Rang von gottunmittelbaren Herrschern hervorheben. Bei Frauen waren sie unüblich, lediglich die byzantinische Kaiserin wurde so dargestellt. Nur der König ist in formaler Bitthaltung eines Vasallen mit gebeugtem Knie dargestellt, während „Abt“ und „Mathilde“ sitzen. Die Bildunterschrift lautet: „Der König trägt dem Abt eine Bitte vor und bittet Mathilde demütig“ (Rex rogat abbatem Mathildim supplicat atque). Vita Mathildis des Donizo, um 1115. Vatikanstadt, Biblioteca Apostolica Vaticana, Ms. Vat. lat. 4922, fol. 49v.

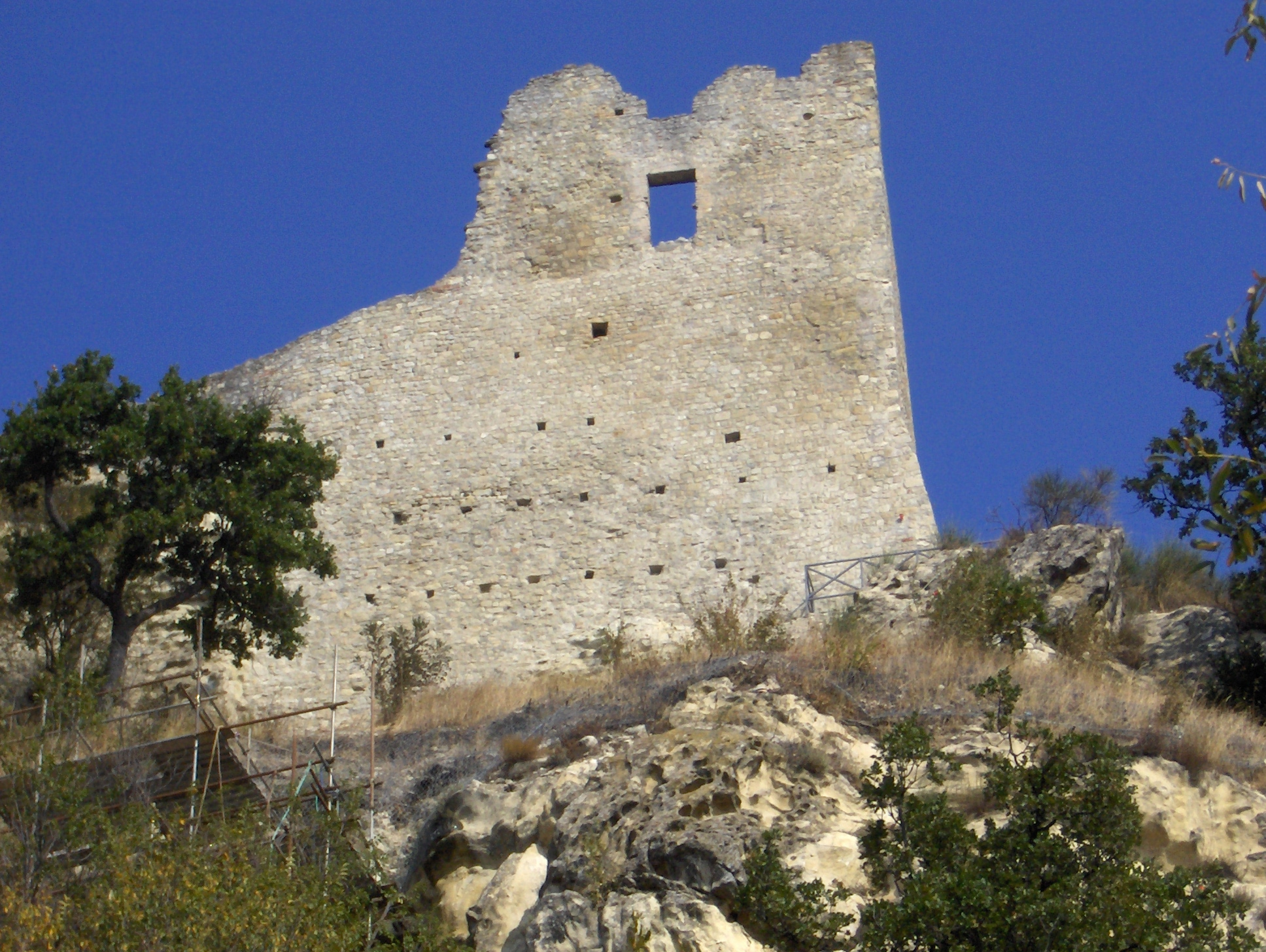
Von der Burg Canossa stehen heute nur noch Ruinen.

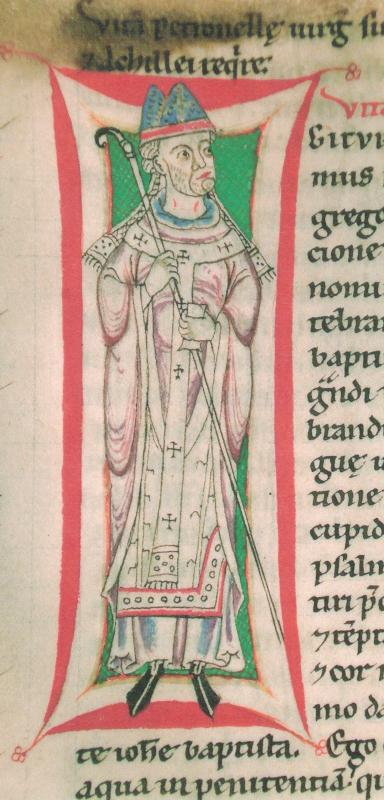
Darstellung Gregors VII. am Beginn der Vita Gregorii VII. Pauls von Bernried in der Handschrift Heiligenkreuz, Stiftsbibliothek, Cod. 12, fol. 181v.

#### Zustand des Reiches bei Mathildes Herrschaftsantritt
Nach dem Tod ihrer Mutter übernahm Mathilde das Erbe entgegen den Bestimmungen des in Italien geltenden salischen und langobardischen Rechts, nach denen Heinrich IV. der rechtmäßige Erbe gewesen wäre. Eine reichsrechtliche Belehnung hatte für die Canusiner angesichts der Minderjährigkeit Heinrichs IV. und der engen Zusammenarbeit mit dem Reformpapsttum jedoch eine untergeordnete Bedeutung.
Der Tod von Mathildes Mutter fiel in die Zeit der Eskalation des Konflikts zwischen Heinrich IV. und Papst Gregor VII. Mathilde und Beatrix gehörten zu den engsten Vertrauten Gregors. Von Anfang an zog er sie ins Vertrauen und weihte sie in seine Pläne gegen den römisch-deutschen König ein. Auf einem Hoftag in Worms vom 24. Januar 1076 formulierte der König zusammen mit den beiden Erzbischöfen Siegfried von Mainz und Udo von Trier sowie weiteren 24 Bischöfen drastische Vorwürfe gegen Gregor VII. Sie kündigten ihm den Gehorsam auf. Die Vorwürfe betrafen Gregors als illegitim bezeichnete Wahl, die Regierung der Kirche durch einen „Weibersenat“ und dass „er mit einer fremden Frau Tischgemeinschaft halte und sie beherberge, vertrauter als notwendig“. Die Verachtung war dabei so immens, dass Mathilde nicht einmal beim Namen genannt wurde. Der Papst reagierte am 15. Februar 1076 mit der Exkommunikation des Königs und entband dessen Anhänger kraft seiner Binde- und Lösegewalt vom Treueid. Diese Maßnahmen übten eine ungeheure Wirkung auf die Zeitgenossen aus, wie die Worte des Gregorianers Bonizo von Sutri zeigen: „Als die Nachricht von der Bannung des Königs an die Ohren des Volkes drang, erzitterte unser ganzer Erdkreis.“

#### Bemühungen um einen Ausgleich zwischen König und Papst
Über die Kaiserin Gisela war Mathilde eine Cousine zweiten Grades Heinrichs IV. Wegen ihrer verwandtschaftlichen Beziehungen zu den Saliern war sie für eine Vermittlerrolle zwischen Königtum und römischer Kirche geeignet. Die Fürsten forderten Heinrich auf, sich innerhalb einer Jahresfrist vom Bann zu lösen. Darauf überquerte Heinrich im Winter die Alpen und erschien am 25. Januar 1077 vor der Burg Canossa. Er bezog in der Burg Bianello Quartier. Da Mathildes Burgen Schauplatz für die Aussöhnung zwischen Kaiser und Papst wurden, muss sie in die Verhandlungen sehr genau eingebunden gewesen sein. Gemäß der über Vermittler getroffenen Absprache verbrachte der König drei Tage trotz winterlicher Kälte im Büßergewand, barfuß und ohne Herrschaftszeichen im Vorhof der Burg Canossa. Daraufhin löste ihn Gregor vom Bann und nahm ihn wieder in die Kirche auf. Für Mathilde waren die Tage in Canossa eine Herausforderung. Alle Anreisenden mussten angemessen untergebracht und versorgt werden. Sie musste sich um die Beschaffung und Lagerung von Speisen und Viehfutter und um den Nachschub mitten im Winter kümmern. Nach der Bannlösung blieb Heinrich mehrere Monate in der Po-Ebene und widmete sich demonstrativ seiner Herrschertätigkeit. Papst Gregor weilte in den nächsten Monaten in Mathildes Burgen. Heinrich und Mathilde sind sich nach den Tagen von Canossa nie wieder persönlich begegnet. In den Jahren von 1077 bis 1080 ging Mathilde den gewohnten Tätigkeiten ihrer Herrschaft nach. Neben einigen wenigen Schenkungen für das Bistum Lucca und für Mantua dominieren Gerichtsurkunden.

#### Auseinandersetzungen mit Heinrich IV.
Auf der römischen Fastensynode Anfang März 1080 wurde Heinrich von Gregor erneut gebannt. Der Papst verband dies mit einer Prophezeiung: Wenn der Salier bis zum 1. August nicht untergehe, möge man ihn, Gregor, aus dem Amt jagen. Doch anders als bei der ersten Bannung stellten sich die Bischöfe und Fürsten hinter Heinrich. In Brixen beschlossen am 25. Juni desselben Jahres sieben deutsche, ein burgundischer und 20 italische Bischöfe die Absetzung Gregors VII. und nominierten den Erzbischof Wibert von Ravenna zum Papst. Der Bruch zwischen dem König und dem Papst führte auch im Verhältnis zwischen Heinrich und Mathilde zur Eskalation. Im September 1080 saß Mathilde zugunsten des Bischofs von Ferrara zu Gericht. Dort fanden sich die Markgrafen Azzo von Este, die Grafen Ugo und Ubert, Albert, der Sohn des Grafen Boso, Paganus von Corsina, Fulcus von Rovereto, Gerhard von Corviago, Petrus de Ermengarda und Ugo Armatus ein. Mathilde schwor ihre Getreuen auf den bevorstehenden Kampf gegen Heinrich ein. Im Oktober 1080 musste ein Heer der Markgräfin gegen königsnahe Truppen eine Niederlage bei Volta Mantovana hinnehmen. Die Unsicherheit nutzten einige toskanische Grafenhäuser und positionierten sich gegen Mathilde. Nur wenige Orte blieben ihr treu. Bei einer Schenkung vom 9. Dezember 1080 an das Kloster San Prospero werden nur wenige lokale Gefolgsleute genannt.
Heinrich überquerte im Frühjahr 1081 die Alpen. Gegenüber seiner Cousine Mathilde gab er seine bisherige Zurückhaltung auf und honorierte die Stadt Lucca für ihren Übertritt auf die königliche Seite. Im Heerlager vor Rom stellte Heinrich am 23. Juni 1081 den Bürgern von Lucca ein umfassendes Privileg aus. Durch die Gewährung städtischer Sonderrechte beabsichtigte der König die Herrschaft der Markgrafen von Canossa zu schwächen. Im Juli 1081 verhängte ein unter Heinrichs Vorsitz tagendes Hofgericht in Lucca über Mathilde sogar die Reichsacht. Sämtliche Güter und Lehen wurden ihr aberkannt. Die Folgen für Mathilde fielen in Italien zwar verhältnismäßig gering aus, doch in ihren weit entfernten lothringischen Besitzungen hatte sie Verluste zu beklagen. So schenkte Heinrich am 1. Juni 1085 Mathildes Güter Stenay und Mosay dem Bischof Dietrich von Verdun.
Es entwickelte sich ein Kleinkrieg, den Mathilde von ihren Burgen im Apennin aus führte. Im Jahre 1082 war sie offenbar zahlungsunfähig. Daher konnte sie ihre Vasallen nicht mehr durch großzügige Geschenke oder Lehnsvergaben an sich binden. Doch auch in äußerster Bedrängnis ließ sie in ihrem Eifer für das Reformpapsttum nicht nach. Ihre Mutter war zwar auch eine Anhängerin der Kirchenreform gewesen, war jedoch bei Gregors revolutionären Zielen auf Distanz gegangen, wo diese die Grundlagen ihrer Herrschaftsstrukturen gefährdeten. In dieser Einstellung unterschieden sich Mutter und Tochter deutlich voneinander. Mathilde ließ den Kirchenschatz des bei der Burg Canossa errichteten Apollonius-Klosters einschmelzen. Auch Edelmetallgefäße und andere Schätze der Abtei Nonantola wurden eingeschmolzen. Ihr Allod Donceel veräußerte Mathilde an die Abtei Saint-Jacques zu Lüttich. Die Erlöse stellte sie Papst Gregor zur Verfügung. Von königlicher Seite wurde ihr daraufhin vorgeworfen, Kirchen und Klöster geplündert zu haben. Pisa und Lucca stellten sich auf die Seite Heinrichs. Dadurch verlor Mathilde zwei ihrer wichtigsten Machtstützen in der Toskana. Sie musste tatenlos zusehen, wie an mehreren Orten antigregorianische Bischöfe eingesetzt wurden.
Im Sommer 1084 erzielte ein zahlenmäßig unterlegenes Heer der Markgräfin einen Erfolg gegen Heinrichs Truppen bei Sorbara nordöstlich von Modena. Dabei konnte Mathilde den aus Köln stammenden Bischof Eberhard von Parma als Geisel nehmen. Im Jahr 1085 starben mit Thedald, dem Erzbischof von Mailand, und den Bischöfen Gandulf von Reggio Emilia und Eberhard von Parma gegenüber dem Reformpapsttum kritisch eingestellte Geistliche. Diese Gelegenheit nutzte Mathilde und besetzte die Bischofsstühle zu Modena, Reggio und Pistoia wieder mit Gregorianern.
Bei seinem dritten Italienzug belagerte Heinrich Mantua und griff damit den Machtbereich der Markgräfin Mathilde an. Im April 1091 konnte er die Stadt nach elfmonatiger Belagerung einnehmen. In den folgenden Monaten erzielte Heinrich weitere Erfolge gegen die Vasallen der Markgräfin. Es gelang ihm, im Sommer 1091 das gesamte Gebiet nördlich des Po mit den Grafschaften Mantua, Brescia und Verona unter seine Kontrolle zu bekommen. Im Jahr 1092 konnte Heinrich den größten Teil der Grafschaften Modena und Reggio erobern. Im Zuge der militärischen Auseinandersetzungen erlitt das Kloster San Benedetto Po schwere Schäden, so dass Mathilde am 5. Oktober 1092 zum Ausgleich dem Kloster die Kirche San Prospero, die Kirche San Donino in Monte Uille und die Kirche San Gregorio in Antognano schenkte. Mathilde beriet sich mit ihren wenigen verbliebenen Getreuen im Spätsommer 1092 in Carpineti. Die Mehrheit sprach sich für einen Frieden aus. Nur der Einsiedler Johannes aus Marola setzte sich nachdrücklich für eine Fortführung des Kampfes gegen den Kaiser ein. Daraufhin beschwor Mathilde ihre Getreuen, den Kampf nicht aufzugeben. Das Heer des Kaisers begann im Herbst 1092 mit der Belagerung Canossas, doch zog es sich nach einem plötzlichen Ausfall der Belagerten zurück.
Im weiteren Verlauf der 1090er Jahre geriet Heinrich zunehmend in die Defensive. Eine Koalition der süddeutschen Herzöge hatte ihm die Rückkehr ins Reich über die Alpenpässe verwehrt. Untätig blieb der Kaiser mehrere Jahre auf die Gegend um Verona beschränkt. Im Frühjahr 1093 fiel Konrad, sein ältester Sohn und zukünftiger Thronfolger, von ihm ab. Konrad schloss sich dem Lager der Gregorianer und der Markgräfin Mathilde an. Kaisernahe Quellen sahen den Auslöser für die Empörung im Einfluss Mathildes auf Konrad, doch lässt die Überlieferung keinen engeren Kontakt der beiden vor der Empörung erkennen. Wenig später geriet Konrad in die Gefangenschaft seines Vaters. Mit Mathildes Hilfe wurde er befreit. Mit ihrer Unterstützung wurde Konrad von Erzbischof Anselm III. von Mailand vor dem 4. Dezember 1093 zum König gekrönt. Mathilde betrieb gemeinsam mit dem Papst die Vermählung König Konrads mit einer Tochter König Rogers I. von Sizilien. Dadurch sollte die Unterstützung der Normannen Süditaliens gegen Heinrich IV. gewonnen werden. Konrads Initiativen zum Ausbau seiner Herrschaft in Oberitalien führten wohl zu Spannungen mit Mathilde. Konrad fand keine Unterstützung mehr für seine Herrschaft. Nach dem 22. Oktober 1097 wird nur noch sein Tod im Sommer 1101 an einem Fieber überliefert.
Im Jahr 1094 floh Heinrichs zweite Gemahlin Praxedis (Adelheid) und verbreitete schwere Vorwürfe gegen ihren Ehemann. Heinrich ließ sie daraufhin in Verona festsetzen. Mit Hilfe der Markgräfin konnte Praxedis sich befreien und bei ihr Zuflucht finden. Anfang März 1095 ließ Papst Urban II. im Schutz Mathildes eine Synode in Piacenza abhalten. Dort trat Praxedis auf und beschwerte sich öffentlich über ihren Ehemann „wegen der unerhörten Scheußlichkeiten der Unzucht, welche sie bei ihrem Gemahl erduldet hatte“. Nach der Synode hatte Mathilde wohl keinen Kontakt mehr zu Praxedis.

#### Ehe mit Welf V. (1089–1095)
Im Alter von 43 Jahren heiratete Mathilde den höchstens 17-jährigen bayerischen Herzogssohn Welf V. Keine der zeitgenössischen Quellen geht jedoch auf den großen Altersunterschied ein. Die Ehe wurde wohl auf Betreiben Papst Urbans II. geschlossen, um Heinrich IV. politisch zu isolieren. Der Zusammenschluss nord- und südalpiner Gegner des Saliers hatte nach Elke Goez zunächst keine militärische Bedeutung, denn Welf erschien in Oberitalien nicht mit Truppen. In den Urkunden Mathildes sind in der Folgezeit keine schwäbischen Namen aufgeführt, so dass Welf durchaus alleine oder mit kleinem Gefolge nach Italien gezogen sein kann. Nach den Rosenberger Annalen kam er sogar als Pilger verkleidet über die Alpen. Mathildes Motiv für die Ehe kann trotz des großen Altersunterschiedes auch die Hoffnung auf Nachwuchs gewesen sein. Eine Spätschwangerschaft war durchaus möglich, wie das Beispiel der Konstanze von Sizilien zeigt.
Als Ehegatte ist Welf dreimal urkundlich belegt. Im Frühjahr 1095 trennte sich das Paar. Im April 1095 hatte Welf noch eine Urkunde Mathildes für Piadena unterfertigt. Das nächste Diplom am 21. Mai 1095 wurde bereits von der Markgräfin alleine ausgegeben. Welfs Name taucht in keinem der mathildischen Dokumente mehr auf. Als Schwiegervater bemühte sich Welf IV. um eine Aussöhnung des Ehepaares. Dabei ging es ihm vor allem um die Güter der kinderlosen Mathilde. Die Ehe wurde niemals geschieden oder für ungültig erklärt.

#### Rückzug Heinrichs und neue Handlungsspielräume für Mathilde
Durch das faktische Ende von Mathildes Ehe gewann Heinrich seine Handlungsfähigkeit zurück. Welf IV. wechselte auf die kaiserliche Seite. Der in Verona eingeschlossene Kaiser konnte schließlich 1097 in das Reich nördlich der Alpen zurückkehren. Danach kam er nie mehr nach Italien, und bis sein gleichnamiger Sohn erstmals italischen Boden betrat, sollten 13 Jahre vergehen.
Im Italien des 11. Jahrhunderts setzte der Aufstieg der Städte ein, und zwar in Wechselwirkung mit dem übergreifenden Konflikt. Ihnen gelang es bald, eigene Territorien aufzubauen. In Lucca, Pavia und Pisa traten bereits in den 1080er Jahren Konsuln auf, die als Anzeichen einer rechtlichen Verselbstständigung der „Gemeinden“ gelten. Pisa suchte seinen Vorteil in wechselnden Bündnissen mit den Saliern und den Markgrafen von Canossa. Lucca blieb ab 1081 der Markgräfin völlig versperrt. Erst die Heirat des Allucione de Luca mit der Tochter des Königsrichters Flaipert verschaffte ihr dort neue Einflussmöglichkeiten. Flaipert gehörte schon zu Lebzeiten von Mathildes Mutter zu den wichtigsten Beratern der Canusiner. Allucione war ein Vasall der Grafen Fuidi, mit denen Mathilde eng zusammenarbeitete. Mantua musste sie im Juni 1090 erhebliche Zugeständnisse machen. Die Bewohner der Stadt und der Vorstadt wurden von allen „ungerechtfertigten“ Bedrückungen befreit, und ihnen wurden alle Rechte und ihr Besitz in Sacca, Sustinente und Corte Carpaneta bestätigt.
Nach 1096 begannen sich die Machtverhältnisse langsam wieder zugunsten der Markgräfin zu ändern. Mathilde nahm ihre Schenkungen an kirchliche und soziale Einrichtungen in der Lombardei, der Emilia und der Toskana wieder auf. Im Sommer des Jahres 1099 und 1100 führte ihr Weg erstmals nach Lucca und Pisa. Dort ist sie im Sommer 1105, 1107 und 1111 erneut nachweisbar. Dem Kloster San Ponziano schenkte sie im Frühsommer 1099 ein Grundstück für die Gründung eines Hospitals. Mit dieser Schenkung nahm Mathilde ihre Beziehungen zu Lucca wieder auf.
Nach 1090 akzentuierte Mathilde verstärkt die konsensuale Herrschaft. Nach den tiefgreifenden Krisen war es ihr nicht mehr möglich, politische Entscheidungen im Alleingang zu treffen. Mit geistlichen und weltlichen Großen hielt sie Zusammenkünfte in der Toskana und auch in ihren Stammlanden der Emilia ab. Sie musste die Vorstellungen ihrer Getreuen berücksichtigen und mit ihnen zu einem Ausgleich gelangen. In ihrer Rolle als wichtigste Garantin des Rechts verlor sie gegenüber den Bischöfen zunehmend an Bedeutung. Diese baten die Markgräfin wiederholt um die Abstellung von Missständen. Dadurch bauten die Bischöfe ihre Stellung innerhalb der Bischofsstädte und im Umland aus. Mathilde musste nach 1100 wiederholt Kirchen vor ihren Getreuen in Schutz nehmen. Auch die Beherbergungspflichten wurden verringert.

### Höfische Kultur und Herrschaftspraxis

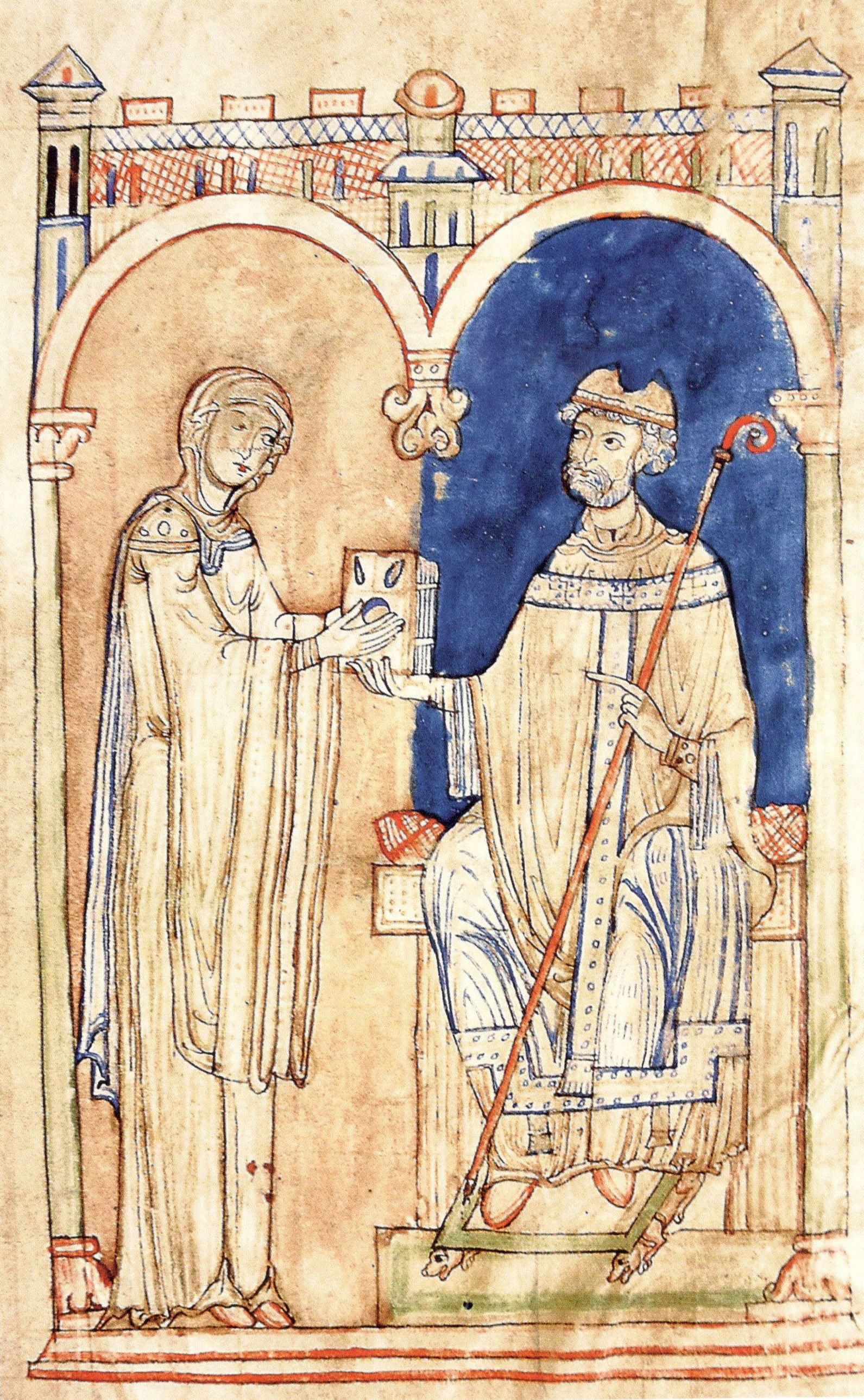
Der hl. Anselm von Canterbury übergibt Mathilde sein Werk. Buchmalerei in einer Handschrift von Anselms Orationes (Diözese Salzburg, um 1160). Admont, Stiftsbibliothek, Ms. 289, fol. 1v

Der Hof entwickelte sich seit dem 12. Jahrhundert zu einer zentralen Institution königlicher und fürstlicher Macht. Die wichtigsten Aufgaben waren die Vergegenwärtigung der Herrschaft durch Feste, Kunst und Literatur. Der Begriff „Hof“ kann als „Präsenz beim Herrscher“ aufgefasst werden. Hofämter sind bei Mathilde im Gegensatz zum Braunschweiger Hof der Welfen nicht nachweisbar. Im Umfeld der Markgräfin hielten sich Gelehrte wie Anselm von Lucca, Heribert von Reggio und Johannes von Mantua auf. Mathilde regte einige von ihnen zur Abfassung ihrer Werke an. So verfasste Bischof Anselm von Lucca auf ihren Wunsch eine Psalter-Auslegung, Johannes von Mantua einen Kommentar zum Hohen Lied und eine Betrachtung über das Marienleben. Mathilde wurden Werke gewidmet oder überreicht wie der Liber de anulo et baculo des Rangerius von Lucca, die Orationes sive meditationes des Anselm von Canterbury, die Vita Mathildis des Donizo, die Wunderberichte des Ubald von Mantua und der Liber ad amicum des Bonizo von Sutri. Durch Kopien trug Mathilde zur Verbreitung der ihr zugedachten Bücher bei. Mehr Werke wurden unter ihren direkten Zeitgenossen nur Heinrich IV. gewidmet. Der Hof der Markgräfin wurde dadurch zeitweise zum wichtigsten nichtköniglichen geistigen Mittelpunkt der Salierzeit. Er diente in den kirchenpolitischen Auseinandersetzungen auch als Anlaufstelle für vertriebene Gregorianer. Die wiederholte Aufnahme von hochrangigen Flüchtlingen und ihre Versorgung deutete Paolo Golinelli als Akt der Caritas. Als letztem politischen Vertriebenen gewährte sie im Jahr 1112 dem Erzbischof Konrad von Salzburg, dem Vorkämpfer der Chorherrenreform, für längere Zeit Asyl. Dadurch kam sie mit dieser Reformströmung in enge Berührung.
Mathilde holte regelmäßig den Rat gelehrter Juristen bei Gerichtsentscheidungen ein. In ihren Urkunden wird eine hohe Anzahl an juristischen Beratern genannt. Es lassen sich dort 42 causidici, 29 iudices sacri palatii, 44 iudices, 8 legis doctores sowie 42 advocati nachweisen. Nach Elke Goez kann Mathildes Hof „als Kristallisationspunkt für die Indienstnahme gelehrter Juristen in der Rechtsprechung durch Laienfürsten“ bezeichnet werden. Mathilde hat diese Gelehrten gefördert und an ihren Hof gezogen. Nach Elke Goez war die Rechtspflege nicht gelehrter Selbstzweck, sondern diente der Effizienzsteigerung des Herrschaftshandelns. Ein Legitimationsdefizit sieht Goez als wichtigsten Auslöser für die intensive Rechtspflege der Markgräfin an, da Mathilde vom König niemals förmlich belehnt wurde. Vor allem in der Toskana lässt sich eine intensive Rechtspflege mit knapp 30 Placita belegen. Die immer wieder vermutete Beteiligung Mathildes an der Gründung der Bologneser Rechtsschule wird aber von Elke Goez als unwahrscheinlich angesehen. Nach Burchard von Ursberg hat Irnerius von Bologna, der angebliche Begründer dieser Schule, im Auftrag der Markgräfin Mathilde einen authentischen Text der römischen Rechtsquellen hergestellt. Nach Johannes Fried kann sich das jedoch allenfalls auf die Vulgatfassung der Digesten beziehen, und selbst das gilt als unwahrscheinlich. Die Rolle dieses Gelehrten im Umfeld Mathildes ist umstritten. Nach Wulf Eckart Voß ist Irnerius als juristischer Berater seit 1100 nachweisbar. Bei einer Analyse der urkundlichen Erwähnungen ist hingegen Gundula Grebner zu dem Ergebnis gelangt, dass dieser Gelehrte nicht in das Umfeld der Mathilde von Canossa, sondern in das Heinrichs V. einzuordnen sei.
Bis weit in das 14. Jahrhundert wurde mittelalterliche Herrschaft durch ambulante Regierungspraxis ausgeübt. Weder gab es eine Hauptstadt noch hatten die Canusiner einen bevorzugten Residenzort. Herrschaft im Hochmittelalter beruhte auf Präsenz. Mathildes Herrschaftsbereich umfasste den größten Teil der heutigen Doppelprovinz Emilia-Romagna und einen Teil der Toskana. Zu allen Jahreszeiten reiste Mathilde in ihrem Herrschaftsgebiet. Sie war dabei niemals allein. Stets waren eine nicht genau abschätzbare Zahl von Beratern, Geistlichen und Bewaffneten in ihrer Umgebung. Ein besonderes Vertrauensverhältnis pflegte sie mit Bischof Anselm von Lucca, der bis zu seinem Tod im Mai 1086 ihr engster Berater war. In ihren späteren Lebensjahren hielten sich häufig Kardinallegaten in ihrer Umgebung auf. Sie sorgten für die Kommunikation mit dem Papst. Dabei hatte die Markgräfin eine enge Bindung an die Kardinallegaten Bernardo degli Uberti und Bonussenior von Reggio. Angesichts der Strapazen der Reiseherrschaft muss sie nach dem Urteil von Elke Goez sportlich, ausdauernd und leistungsfähig gewesen sein. Die weit entfernten Besitzungen brachten einen erheblichen Verwaltungsaufwand und waren oft von Übernahme durch Rivalen bedroht. Daher musste Mathilde auf lokale Vertraute zählen, bei deren Rekrutierung sie von Papst Gregor unterstützt wurde.
Bei einer Herrschaft ohne feste Residenz kam der Visualisierung der Herrschaft und der Repräsentation des Rangs große Bedeutung zu. Aus Mathildes Herrschaftszeit lassen sich 139 Urkunden (davon 74 im Original erhalten), vier Briefe und 115 verlorene Dokumente (Deperdita) nachweisen. Den zahlenmäßig größten Anteil des Urkundenbestandes machen Schenkungen an kirchliche Empfänger (45) und Gerichtsurkunden (35) aus. Bei der räumlichen Verteilung der urkundlichen Überlieferung überwiegt Oberitalien (82). Tuszien und die angrenzenden Regionen (49) sind weniger stark betroffen, während auf Lothringen lediglich fünf Urkunden entfallen. Für eine Fürstin des Hochmittelalters liegt damit eine einzigartige Überlieferung vor. Vergleichbar viele Dokumente kommen erst wieder für die Zeit Heinrichs des Löwen fünf Jahrzehnte später vor. Mindestens 18 Urkunden Mathildes waren mit einem Siegel versehen. Dies war zur damaligen Zeit bei Laienfürsten in Reichsitalien ungewöhnlich. Es gab nur sehr wenige Frauen, die ein eigenes Siegel führten. Die Markgräfin führte zwei Siegel unterschiedlicher Bildtypik. Das eine zeigt eine Frauenbüste mit offenem, herabfallendem Haar. Beim zweiten Siegel aus dem Jahr 1100 handelt es sich um eine antike Gemme und nicht um ein Porträt Mathildes und Gottfrieds des Buckligen oder Welfs V. Eine Kanzlei Mathildes für die Ausstellung der Urkunden lässt sich mit hoher Wahrscheinlichkeit ausschließen. Zur Festigung ihrer Herrschaft und als Ausdruck des Herrschaftsverständnisses nahm Mathilde in ihrem Titel auf ihren mächtigen Vater Bezug; sie nannte sich filia quondam magni Bonifatii ducis.
Zur Vergegenwärtigung der Herrschaft dienten auch die Burgen in ihrem Herrschaftsbereich und hohe Kirchenfeste. Das Osterfest als wichtigsten Akt der Herrschaftsrepräsentation feierte Mathilde 1074 in Pisa. In diesen Zusammenhang gehören auch die bildlichen Darstellungen Mathildes, von denen einige allerdings umstritten sind. Die Statue der sogenannten Bonissima am Palazzo Comunale, dem Domplatz von Modena, dürfte frühestens in den 1130er Jahren entstanden sein. Auch das Mosaik der Fürstin in der Kirche von Polirone entstand erst nach ihrem Tod. Mathilde ließ ihre Vorfahren in prunkvolle Särge umbetten. Es gelang ihr jedoch nicht, durch Zusammenführung aller Gebeine ihrer Vorfahren einen zentralen Bezugspunkt von Herrschaft und Memoria herzustellen. Die sterblichen Überreste des Großvaters blieben in Brescello, die des Vaters in Mantua und die der Mutter in Pisa. Ihr Abzug hätte einen politischen Rückzug und den Verlust von Pisa und Mantua bedeutet.

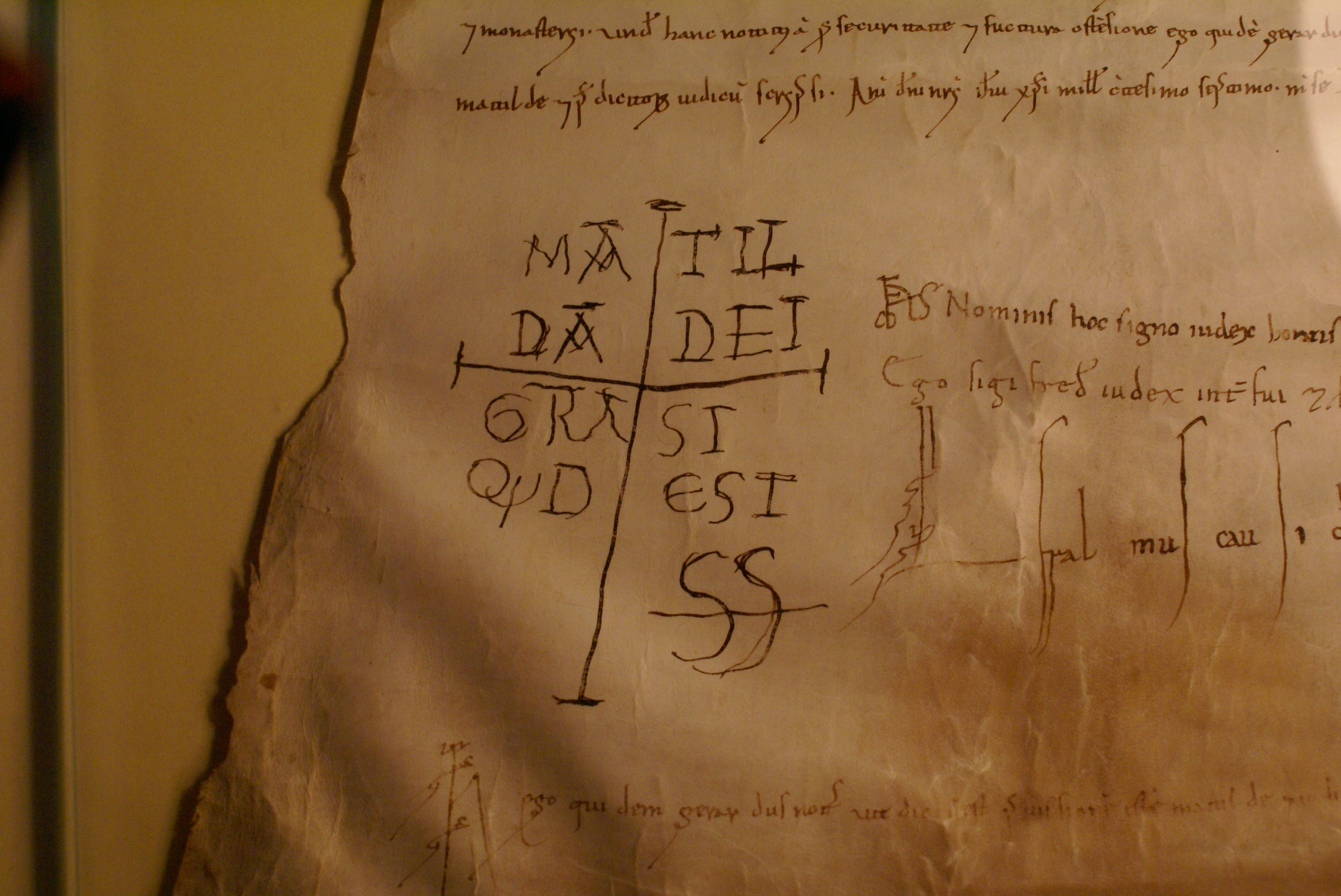
Die eigenhändige Signatur Mathildes. Das doppelte S steht für „SubScripsi“ („Ich habe unterzeichnet“).

Durch den Einsatz der Schriftlichkeit ergänzte Mathilde die Präsenz unmittelbarer Herrschaftsgegenwart in allen Teilen ihres Machtbereiches. In ihren großen Höfen nutzte sie die Schrift zur Steigerung der Einkünfte aus ihren Ländereien. Die schriftgestützte Administration war bei Laienfürsten im 11. Jahrhundert noch ein sehr ungewöhnliches Mittel zur Herrschaftsverwirklichung.
In den Jahren von 1081 bis 1098 befand sich die canusinische Herrschaft allerdings in einer Krise. Die urkundliche und briefliche Überlieferung setzt für diesen Zeitraum weitgehend aus. Es sind insgesamt nur 17 Stücke überliefert, dabei aus acht Jahren kein einziges Dokument. Nach diesem Befund war sie fast zwanzig Jahre nicht mehr in der Toskana. Ab Herbst 1098 konnte Mathilde jedoch einen Großteil der verlorenen Gebiete zurückgewinnen. Dadurch stieg das Interesse, von ihr Urkunden zu erhalten. Aus ihren letzten 20 Jahren sind 94 Dokumente überliefert. Mit dem verstärkten Einsatz der Schriftlichkeit versuchte Mathilde ihre Herrschaft zu konsolidieren. Ihre Urkunden versah sie nach dem Tod ihrer Mutter (18. April 1076) häufig mit der Formulierung „Matilda Dei gratia si quid est“ („Mathilde von Gottes Gnaden, wenn sie etwas ist“). Singulär bei der persönlichen Ausfertigung der Urkunden war die eigenhändige Kombination von Symbol (Kreuz) und Text („Matilda Dei gratia si quid est“). Durch den Verweis auf die Gottunmittelbarkeit wollte sie ihre anfechtbare Stellung legitimieren. Über die Bedeutung des relativierenden Nachsatzes „si quid est“ herrscht in der Forschung kein Konsens. Diese Formulierung, die sich in 38 original und 31 kopial überlieferten Texten der Markgräfin findet, bleibt letztlich ebenso rätselhaft wie überlieferungsgeschichtlich singulär. Eine mögliche Erklärung für ihre Verwendung lautet, dass Mathilde niemals vom König förmlich mit der Markgrafschaft belehnt worden war. Wie ihre Mutter Beatrix hat Mathilde Rechtsgeschäfte aller Art ohne Erwähnung ihrer Männer und damit in voller Selbstständigkeit durchgeführt. Beide Fürstinnen übernahmen zwar die Amtstitel ihrer Männer, verzichteten jedoch auf eine Maskulinisierung der Titel.

### Förderung der Kirchen und Hospitäler

Mathilde und Papst Paschalis II. in Modena. Relatio fundationis cathedralis Mutinae, Archivio Capitolare di Modena, MS O.II. 1099–1106, f.9.r.

Durch die Erschließung des Urkundenbestandes widerlegte Elke Goez die verbreitete Vorstellung, die Markgräfin habe zu allen Zeiten ihres Lebens Kirchen und Klöster mit reichen Schenkungen bedacht. Es erfolgten anfänglich nur sehr wenige Schenkungen. Mathilde verlor bereits ein Jahr nach dem Tod ihrer Mutter an Einfluss auf die innerstädtischen Klöster in der Toskana und damit eine wichtige Stütze ihrer Herrschaft.
Die Ausstellung von Urkunden für Klöster konzentrierte sich auf Konvente, die in Mathildes unmittelbarem Machtbereich in Ober- und Mittelitalien oder Lothringen gelegen waren. Die wichtigste Ausnahme davon bildete Montecassino. Zu den bedeutendsten ihrer zahlreichen Schenkungen an Klöster und Kirchen zählten diejenigen an Fonte Avellana, Farfa, Montecassino, Vallombrosa, Nonantola und Polirone. So sicherte sie die Finanzierung der alten Kirchengebäude. Oftmals legte sie fest, dass die Erlöse aus den gespendeten Grundstücken für den Bau von Kirchen im Zentrum der Bischofsstädte verwendet werden sollten. Diese Gelder waren ein wichtiger Beitrag zu den Mitteln für Erweiterung und Verzierung der Kirchen San Pietro in Mantua, San Geminiano von Modena, Santa Maria Assunta von Parma, San Martino von Lucca, Santa Maria Assunta von Pisa und Santa Maria Assunta von Volterra.
Mathilde unterstützte mit mehreren Schenkungen (1083, 1100 und 1103) den Weiterbau des Doms zu Pisa. Ihr Name sollte dadurch dauerhaft mit dem Dombauvorhaben in Verbindung gebracht werden. Sie befreite Nonantola von der Zahlung des Zehnten an den Bischof von Modena. Die dadurch freigewordenen Mittel konnten für die Klostergebäude genutzt werden. In Modena sicherte sie mit ihrer Beteiligung den Weiterbau des Domes. Im Streit zwischen Domkanonikern und Bürgern über die Gebeine des heiligen Geminianus vermittelte Mathilde. Im Jahr 1106 konnte die festliche Weihe erfolgen. Über diese Vorgänge berichtet die Relatio fundationis cathedralis Mutinae. Mathilde wird darin als politische Autorität präsentiert: Sie ist mit einem Heer anwesend, gewährt Unterstützung, empfiehlt den Papst zu empfangen und erscheint erneut für die Weihe, bei der sie dem Patron unermessliche Gaben widmet.
Zahlreiche Beispiele belegen, dass Mathilde Schenkungen an Bischöfe ausstellte, die den gregorianischen Reformen treu waren. So schenkte sie dem gregorianischen Bischof Landulf von Ferrara in San Cesario sul Panaro im Mai 1109 Landbesitz im Gebiet von Ferrara und im Juni desselben Jahres Besitzungen in der Umgebung von Ficarolo. Der Bischof Wido von Ferrara war dagegen feindlich gegenüber Papst Gregor VII. eingestellt und hatte gegen ihn die Schrift De scismate Hildebrandi verfasst. Die von Mathilde unternommene Belagerung Ferraras 1101 führte zur Vertreibung des Schismatikers.
Von einer Förderung von Nonnenklöstern durch Mathilde ist hingegen nichts bekannt. Ihre einzige einschlägige Intervention betraf die Benediktinerinnen von San Sisto von Piacenza, die sie wegen ihres unmoralischen Verhaltens aus dem Kloster jagte und durch Mönche ersetzte.
Mathilde gründete und förderte zahlreiche Hospitäler zur Versorgung von Armen und Pilgern. Für die Hospitäler wählte sie städtische Einrichtungen und wichtige Apenninpässe aus. Die Fürsorgeeinrichtungen erfüllten nicht nur karitative Aufgaben, sondern waren für die Legitimation und Konsolidierung der markgräflichen Herrschaft bedeutsam.

### Adoption von Guido Guerra um 1099
In späteren Lebensjahren stellte sich für Mathilde zunehmend die Frage, wer das canusinische Erbe antreten sollte. Eigene Kinder konnte sie nicht mehr bekommen. Anscheinend adoptierte sie aus diesem Grund den Guidi-Abkömmling Guido Guerra. Am 12. November 1099 wurde dieser in einer Urkunde der Fürstin als ihr Adoptivsohn (adoptivus filius domine comitisse Matilde) bezeichnet. Mit seiner Zustimmung erneuerte und erweiterte Mathilde eine Schenkung ihrer Vorfahren an das Kloster Brescello. Dies ist allerdings das einzige Mal, dass Guido in einer als authentisch eingeschätzten Urkunde den Titel Adoptivsohn (filius adoptivus) führte. Zu diesem Zeitpunkt waren ungewöhnlich viele Vasallen in Mathildes Umgebung. Im März 1100 nahmen die Markgräfin und Guido an einer Äbteversammlung des von ihnen beiden geförderten Ordens der Vallombrosaner teil. Am 19. November 1103 schenkten sie dem Kloster Vallombrosa Besitzungen zu beiden Seiten des Flusses Vicano und die Hälfte der Burg Magnale mit dem Hof Pagiano. Nachdem Mathilde ihren Besitz 1102 dem Apostolischen Stuhl vermacht hatte (sogenannte zweite Mathildische Schenkung), zog Guido sich von ihr zurück. Durch die Schenkung verlor er die Hoffnung auf das Erbe. Er urkundete jedoch noch dreimal gemeinsam mit Mathilde für die Abtei Polirone.
Aus dieser Quellenlage schließt beispielsweise Elke Goez auf eine Adoption Guidos durch Mathilde. Ihr zufolge muss sich die Markgräfin zuvor mit ihren Getreuen beraten und den Konsens für diese weitreichende politische Entscheidung hergestellt haben. Letztlich seien pragmatische Gründe dafür ausschlaggebend gewesen: Mathilde habe einen politischen und wirtschaftlichen Verwalter für die Toskana benötigt. Die Besitzungen der Guidi im Norden und Osten von Florenz seien darüber hinaus eine sinnvolle Ergänzung zum canusinischen Besitz gewesen. Guido Guerra versprach sich von der Adoption durch Mathilde nicht nur das Erbe, sondern auch eine Rangerhöhung. Außerdem erhoffte er sich Unterstützung in den Auseinandersetzungen der Guidi mit den Cadolingern um die Vorherrschaft in der Toskana. Die Cadolinger waren nach einem ihrer Ahnen, dem 952 bis 986 bezeugten Grafen Cadolo‚ benannt; sie starben 1113 aus.
Paolo Golinelli zweifelt an dieser Rekonstruktion der Ereignisse. Er meint, Gudio Guerra habe zwar eine wichtige Stellung unter den Vasallen der Markgräfin innegehabt, sei aber nicht von ihr adoptiert worden. Dafür spreche auch, dass er nach dem Jahr 1108 nur noch ein einziges Mal als Zeuge in einer ihrer Urkunden auftrat, und zwar in einem Dokument vom 6. Mai 1115, das Mathilde auf dem Krankenbett in Bondeno di Roncore zugunsten des Klosters Polirone ausstellte.

### Mathildische Schenkungen
Am 17. November 1102 schenkte Mathilde in Anwesenheit des Kardinallegaten Bernhard von San Crisogono auf der Burg Canossa ihren Besitz dem Apostolischen Stuhl. Dabei handelt es sich um eine Erneuerung der Schenkung, da die erste Urkunde angeblich verloren gegangen war. Mathilde hatte zunächst in der Heiligkreuzkapelle des Laterans vor Papst Gregor ihre gesamten Eigengüter dem Apostolischen Stuhl übertragen. Diese erste Schenkung wird von der Forschung überwiegend in die Jahre zwischen 1077 und 1080 datiert. Paolo Golinelli sprach sich für die Zeit zwischen 1077 und 1081 aus. Werner Goez hat das Zustandekommen der ersten Schenkung noch in die Jahre 1074 und 1075 gelegt, in denen eine Anwesenheit Mathildes in Rom nachweisbar ist. Bei der zweiten Schenkung waren trotz der Bedeutung des Vorganges nur sehr wenige Zeugen zugegen. Mit Atto von Montebaranzone und Bonusvicinus von Canossa wurde die Urkunde von zwei Personen ohne erkennbaren Rang bezeugt, die in keiner anderen Urkunde genannt werden.
Die Mathildische Schenkung erregte im 12. Jahrhundert großes Aufsehen und hat auch in der Forschung viel Beachtung gefunden. Die gesamte Überlieferung der Urkunde stammt aus der Kurie. Nach Paolo Golinelli handelt es sich bei der Übertragung von 1102 um eine Fälschung aus den dreißiger Jahren des 12. Jahrhunderts; in Wirklichkeit habe Mathilde Heinrich V. 1110/11 zu ihrem einzigen Erben gemacht. Auch Johannes Laudage hält nach seiner Untersuchung der Quellen die Mathildische Schenkung für eine Fälschung. Elke und Werner Goez hingegen haben in ihrer Urkundenedition die zweite Schenkungsurkunde vom November 1102 als authentisch angesehen. Bernd Schneidmüller und Elke Goez meinen, die Ausstellung einer Urkunde über die erneute Übertragung der mathildischen Güter sei aus kurialer Furcht vor den Welfen erfolgt. Im November 1101 war Welf IV. gestorben. Sein ältester Sohn und Nachfolger Welf V. hatte durch die Hochzeit mit Mathilde emilianische und toskanische Herrschaftsrechte inne. Deshalb wurde auf eine frühere Vergabe des Erbes vor Mathildes zweiter Ehe verwiesen. Angesichts des beträchtlichen Einflusses des Ehegatten hätte sonst seine Zustimmung eingeholt werden müssen.
Dass Mathilde auch nach 1102 häufig über ihr Eigengut verfügte, ohne erkennbar auf Rechte Roms Rücksicht zu nehmen, erklärt Werner Goez mit unterschiedlichen Vorstellungen über die rechtliche Tragweite des Vorganges. Goez hat beobachtet, dass die Schenkung nur in mathildischen Urkunden erwähnt wird, die unter dem Einfluss päpstlicher Legaten entstanden. Mathilde habe einen vollständigen Verzicht auf alle sonstigen Liegenschaften und nutzbaren Rechte gar nicht gewollt und vielleicht nicht bemerkt, wie weit die Konsequenzen aus der Formulierung der zweiten mathildischen Schenkung reichten.

### Letzter Lebensabschnitt und Tod

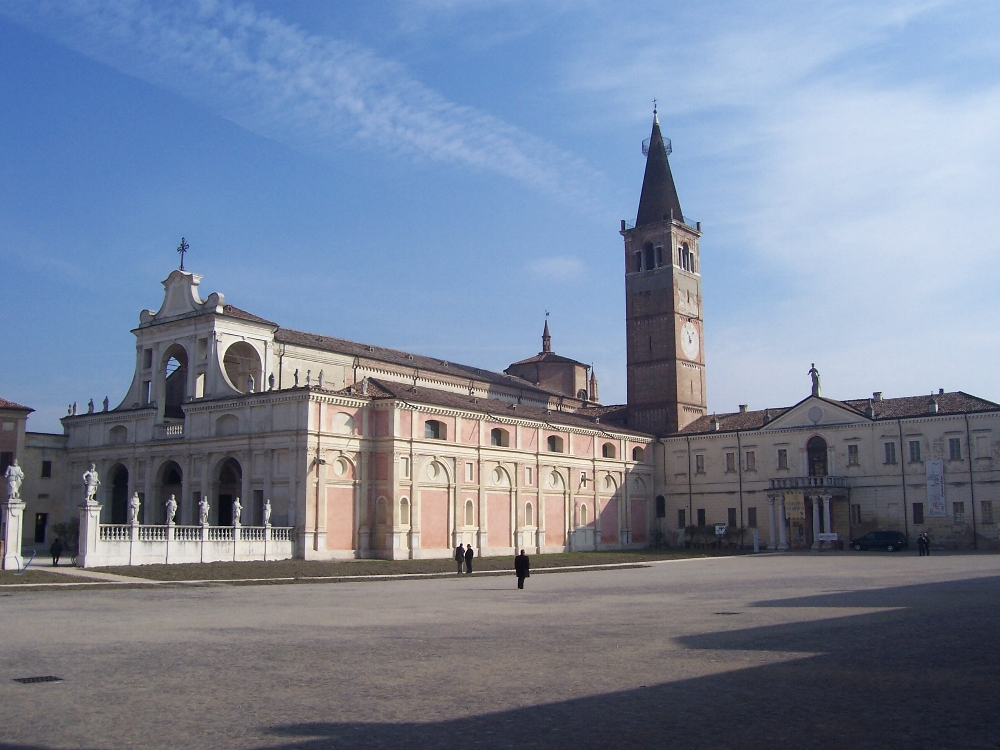
San Benedetto in Polirone

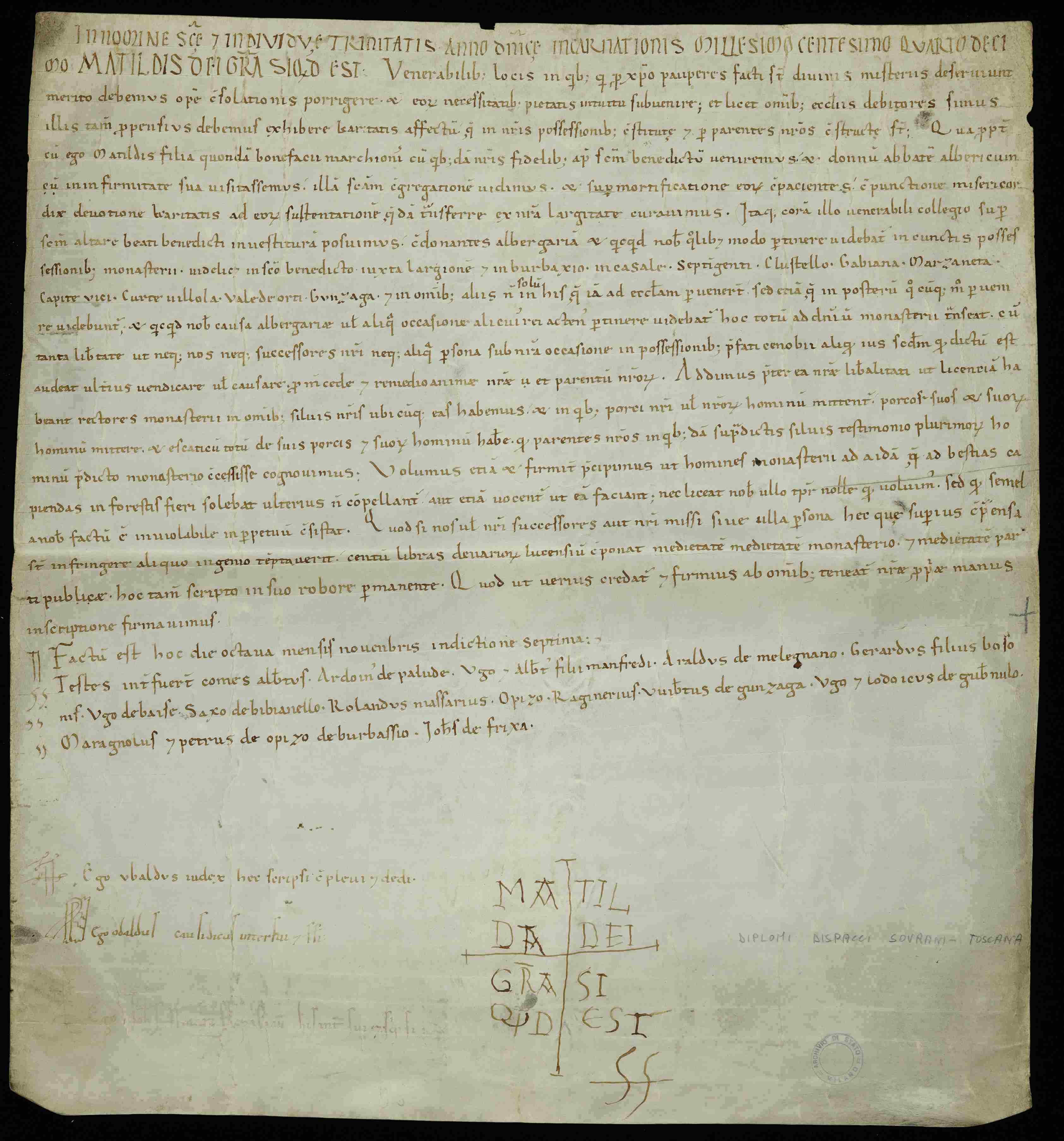
Mathilde bestätigt in einer Urkunde vom 8. November 1114, ausgestellt anlässlich ihres Krankenbesuches bei Alberich, dem Abt des Klosters San Benedetto, einige seiner Rechte und Privilegien (Staatsarchiv Mailand, Diplomi e Dispacci Sovrani - Toscana, cart. 5, pergamena)

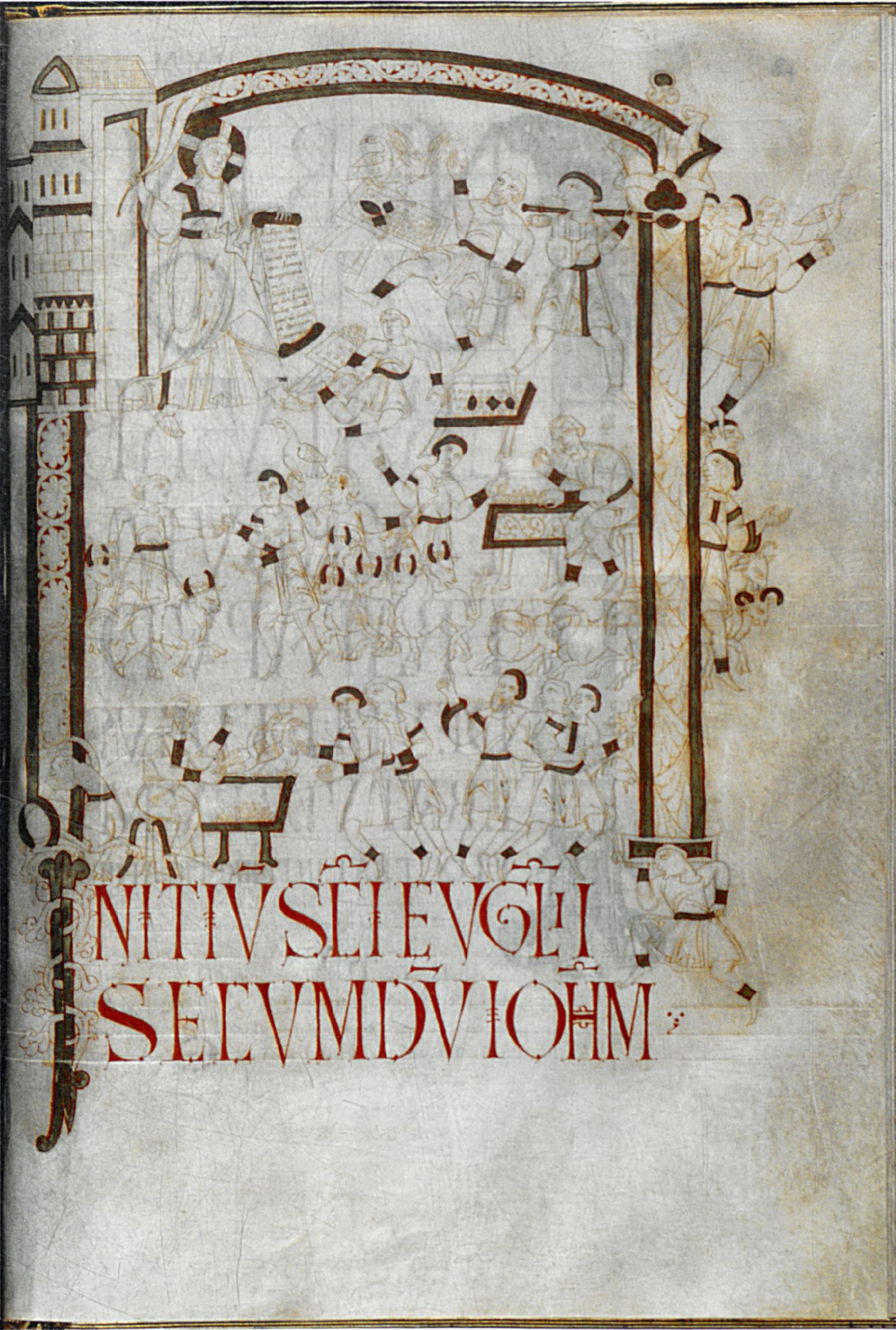
Evangeliar der Mathilde von Tuszien, San Benedetto Po (al Polirone), vor 1099. New York, Morgan Library & Museum, MS M.492, fol. 84r

In ihrem letzten Lebensabschnitt verfolgte Mathilde den Plan, die Abtei Polirone zu stärken. Die Kirche von Gonzaga befreite sie 1101 von den malos sacerdotes fornicarios et adulteros („üblen, unkeuschen und ehebrecherischen Priestern“) und übergab sie den Mönchen von Polirone. Den Klerikern von Gonzaga wurde vorgeworfen, der Zölibatspflicht widersetzt zu haben. Eines der Hauptübel gegen das die Kirchenreformer vorgingen. Im selben Jahr übertrug sie der Abtei von Polirone ein Armenhaus, das sie in Mantua errichtet hatte; sie entzog es damit den der Simonie beschuldigten Mönchen des Klosters von Sant’Andrea in Mantua. Insgesamt zwölf Schenkungen erhielt die Abtei Polirone in den letzten fünf Lebensjahren Mathildes. So übertrug sie diesem Kloster ihren Besitz in Villola (16 Kilometer südöstlich von Mantua) und die Insula Sancti Benedicti (Insel im Po, heute auf dem Südufer im Bereich von San Benedetto Po). Die Abtei stieg damit zum Hauskloster der Canusiner auf. Das Kloster wählte sie auch für sich als Begräbnisstätte. Die Mönche nutzten die großzügigen Schenkungen Mathildes für den Neubau der gesamten Abtei und der Hauptkirche. Die Sicherung ihrer Memoria wollte Mathilde nicht nur durch Schenkungen, sondern auch durch schriftliche Erinnerungen erreichen. Polirone wurde mit einer sehr kostbaren Evangelienhandschrift ausgestattet. Das heute in New York aufbewahrte Buch enthält einen liber vitae, ein Memorialbuch, in dem alle wichtigen Stifter und Wohltäter des Klosters aufgelistet werden. Dieses Dokument befasst sich auch mit dem Totengedenken Mathildes. Die Evangelienhandschrift wurde von Mathilde in Auftrag gegeben; ob der Codex in Polirone entstand oder als Geschenk Mathildes dorthin gelangte, ist nicht eindeutig geklärt. Es ist das einzig größere erhaltene Memorialzeugnis aus einem Cluniazenserkloster in Oberitalien. Paolo Golinelli hob hervor, dass Polirone durch Mathildes Gunsterweise auch zu einem Stützpunkt wurde, an dem sich Reformkräfte sammelten.
Heinrich V. stand seit 1109 in Gesandtschaftskontakt mit Mathilde. Der Salier betonte seine Blutsverwandtschaft mit ihr und pflegte die Verbindung demonstrativ. Bei seiner Kaiserkrönung im Jahr 1111 brachen erneut Streitigkeiten über die Investiturfrage aus. Dabei nahm Heinrich Papst Paschalis II. und einen Teil der Kardinäle in der Peterskirche gefangen und erzwang die Krönung. Als Mathilde dies erfuhr, bat sie um die Freilassung der beiden ihr eng vertrauten Kardinäle Bernhard von Parma und Bonussenior von Reggio. Heinrich entsprach ihrer Bitte und ließ beide Kardinäle frei. Mathilde unternahm jedoch nichts weiter für eine Freilassung des Papstes und der übrigen Kardinäle. Auf dem Rückweg vom Romzug besuchte Heinrich V. die Markgräfin vom 6. bis 8. Mai 1111 auf der Burg Bianello. Mathilde erreichte die Lösung von der Reichsacht. Gemäß dem singulären Zeugnis Donizos übertrug ihr Heinrich die Herrschaft über Ligurien als Vizekönigtum. Bei dieser Begegnung schloss er mit ihr auch ein festes Abkommen (firmum foedus), das nur Donizo erwähnt und dessen Einzelheiten nicht näher bekannt sind. Diese Übereinkunft wurde in der deutschsprachigen Geschichtswissenschaft seit Wilhelm von Giesebrecht unstrittig als Erbeinsetzung interpretiert, während italienische Historiker wiederholt eine erbrechtliche Bedeutung in Frage stellten. Zu der Annahme einer Erbeinsetzung haben sich Luigi Simeoni und Werner Goez kritisch geäußert. Elke Goez geht von einem Stillhalteabkommen aus. Die gesundheitlich geschwächte Mathilde habe wohl mit Blick auf ein gutes Einvernehmen mit dem Kaiser auf ihre weitere Unterstützung für Papst Paschalis II. verzichtet. Paolo Golinelli meint, Mathilde habe Heinrich als Erben ihrer Güter anerkannt. Nach seiner Deutung wurde der Bann gegen Mathilde aufgehoben und die Markgräfin in die norditalienischen Teile des vormals so großen Herrschaftsbereiches der Canossa mit Ausnahme der Toskana wiedereingesetzt. Donizo habe diesen Vorgang mit dem Titel einer Vizekönigin phantasievoll ausgeschmückt. Einige Forscher sehen in der Übereinkunft mit Heinrich V. eine Abwendung von den Idealen der sogenannten gregorianischen Reform, doch Enrico Spagnesi hebt hervor, dass Mathilde dadurch ihre kirchenreformerisch gesinnte Politik keinesfalls aufgegeben habe.
Kurze Zeit nach dem Treffen mit Heinrich zog sich Mathilde nach Montebaranzone in der Nähe von Prignano sulla Secchia zurück. In Mantua löste im Sommer 1114 das Gerücht, sie sei gestorben, Jubel aus. Die Mantuaner strebten nach Autonomie und forderten Einlass in die fünf Kilometer westlich von Mantua gelegene markgräfliche Burg Rivalta. Als die Bürger erfuhren, dass Mathilde noch lebte, brannten sie die Burg nieder. Die Burg Rivalta versinnbildlichte die verhasste Macht der Markgräfin. Donizo wiederum instrumentalisierte diesen Vorfall, um zu verdeutlichen, welch chaotische Zustände bereits das schiere Gerücht über Mathildes Tod auszulösen vermochte. Für ihn garantierte die Markgräfin Frieden und Sicherheit. Mathilde konnte aber Mantua zurückerobern. Im April 1115 schenkte die alternde Markgräfin der Kirche San Michele zu Mantua Rechte und Einkünfte des Hofes in Pacengo. Dieses urkundlich fixierte Rechtsgeschäft belegt ihre Absicht, eine bedeutende geistliche Gemeinschaft in Mantua für sich einzunehmen.
Mathilde besuchte häufig den Ort Bondeno (heute Bondanazzo) inmitten der Po-Ebene, wo sie eine kleine Burg besaß, die sie zwischen 1106 und 1115 oft aufsuchte. Während eines dortigen Aufenthalts erkrankte sie heftig, so dass sie die Burg schließlich nicht mehr verlassen konnte. In ihren letzten Lebensmonaten waren der kranken Markgräfin keine anstrengenden Reisen mehr möglich. Nach Vito Fumagalli weilte sie nicht nur wegen ihrer Erkrankung in der Umgebung von Polirone. Das Haus Canossa war Anfang des 12. Jahrhunderts aus seiner früheren Machtstellung weitgehend verdrängt worden. In ihren letzten Stunden weilte der Bischof von Reggio, Kardinal Bonussenior, an ihrem Krankenbett und erteilte ihr die Sterbesakramente. In der Nacht des 24. Juli 1115 verstarb Mathilde mit 69 Jahren an einem plötzlichen Herzstillstand. Nach ihrem Tod gelang es Heinrich 1116 ohne erkennbaren Widerstand der Kurie, die mathildischen Güter in Besitz zu nehmen. Die einstigen Getreuen Mathildes akzeptierten Heinrich widerstandslos als ihren neuen Herrn. So fanden sich vormals mächtige Vasallen der Markgräfin wie Arduin de Palude, Sasso von Bibianello, Graf Albert von Sabbioneta, Ariald von Melegnano, Opizo von Gonzaga und viele andere bei Heinrich ein.

## Rezeption

### Hoch- und Spätmittelalter
Donizo verfasste zwischen 1111 und 1115 in lateinischen Hexametern die Chronik De principibus Canusinis, eine Geschichte der Canusiner, vor allem Mathildes. Seit der Erstedition durch Sebastian Tengnagel wird sie Vita Mathildis genannt. Sie ist die Hauptquelle zur Markgräfin. Die Vita Mathildis besteht aus zwei Teilen. Der erste Teil widmet sich den frühen Canusinern, der zweite befasst sich ausschließlich mit Mathilde. Donizo war Mönch im Kloster Sant’Apollonio. Mit der Vita Mathildis wollte er der Fürstin ewiges Andenken sichern. Donizo hat seine Vita höchstwahrscheinlich inhaltlich samt der Buchmalerei bis ins kleinste Detail mit Mathilde abgestimmt. Kurz vor Übergabe des Werkes starb Mathilde jedoch. Text und Bilder zur Familiengeschichte der Canusiner dienten der Verherrlichung Mathildes, waren für die öffentliche Inszenierung der Familie bedeutsam und sollten die ewige Memoria gewährleisten. Positive Ereignisse wurden hervorgehoben, negative übergangen. Die Vita Mathildis steht am Anfang eines neuen literarischen Genres. Mit der frühen Welfenüberlieferung begründet sie die mittelalterliche Familiengeschichtsschreibung. Die von welfischen und canusischen Frauen geförderten Haus- und Reformklöster unternahmen den Versuch, Erinnerungen der Verwandtengemeinschaft zu ordnen und dadurch „in der Erinnerung der eigenen Vergangenheit zugleich Gegenwartsbewußtsein und Gegenwartsorientierung zum Ausdruck“ zu bringen. Eugenio Riversi hält die Erinnerung an die Epoche der Familie, vor allem das Gedenken an die Jahrestage der Toten, für eines der charakteristischen Elemente bei Donizo.
Bonizo von Sutri schenkte Mathilde seinen Liber ad amicum. Darin verglich er sie zu ihrer Verherrlichung mit biblischen Frauengestalten. Nach einem Attentat auf ihn im Jahr 1090 änderte sich jedoch seine Einstellung, da er sich von der Markgräfin nicht ausreichend unterstützt fühlte. In seinem Liber de vita christiana vertrat er die Ansicht, dass Herrschaft von Frauen schädlich sei. Als Beispiele nannte er Kleopatra VII. und die merowingische Königin Fredegunde. Auch Rangerius von Lucca distanzierte sich von Mathilde, als sie sich 1111 nicht gegen Heinrich V. positionierte. Aus Verbitterung widmete er seinen Liber de anulo et baculo nicht mehr Mathilde, sondern Johannes von Gaeta, dem späteren Papst Gelasius II.
Heftige Kritik an Mathilde hängt mit dem Investiturstreit zusammen und bezieht sich auf konkrete Ereignisse. So gibt ihr die Vita Heinrici IV. imperatoris die Schuld am Abfall Konrads von Heinrich IV. Polemisch äußerte sich im 11. Jahrhundert der Mailänder Chronist Landulfus Senior. Er beschuldigte Mathilde, die Ermordung ihres ersten Ehemannes befohlen zu haben. Auch soll sie Papst Gregor zur Exkommunikation des Königs angestiftet haben. Die Polemik Landulfs richtete sich gegen Mathildes Parteinahme in den Kämpfen der Pataria um den erzbischöflichen Stuhl in Mailand.

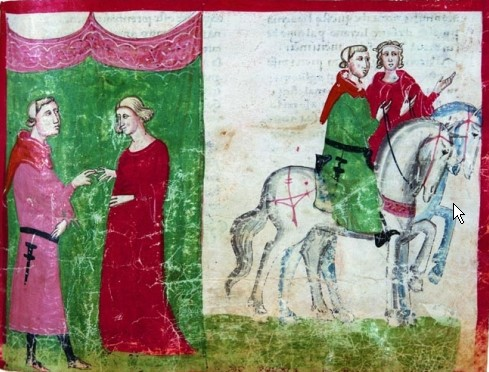
Links die Hochzeit Mathildes mit Welf V., rechts präsentiert Mathilde ihrem Ehemann ihren Besitz. Buchmalerei des 14. Jahrhunderts in einer Handschrift der Nuova Chronica von Giovanni Villani. Biblioteca Apostolica Vaticana, Chigi LVIII 296, fol. 56r

Mathildes Grab wurde wohl schon vor der Mitte des 12. Jahrhunderts zu einem Mausoleum ausgebaut. Für Paolo Golinelli ist diese frühe Ausgestaltung des Grabes der Beginn des Mathilde-Mythos. Im Verlauf des 12. Jahrhunderts traten zwei gegensätzliche Entwicklungen ein: Mathildes Person wurde mystifiziert, zugleich ging die historische Erinnerung an das Canossa-Ereignis zurück. Im 13. Jahrhundert wurden Mathildes Schuldgefühle wegen der Ermordung ihres ersten Mannes ein beliebtes Thema. Die Gesta episcoporum Halberstadensium griffen es auf: Mathilde habe Papst Gregor den Mord an ihrem Mann gestanden, worauf er ihr die Strafe erlassen habe. Durch diesen Akt der Milde habe sich Mathilde verpflichtet gefühlt, ihren Besitz dem Heiligen Stuhl zu schenken. Im 14. Jahrhundert herrschte Unklarheit über die historischen Fakten zu Mathilde. Lediglich der Name der Markgräfin, ihr Ruf als tugendhafte Frau, ihre vielen Schenkungen an Kirchen und Spitäler und die Übertragung ihrer Güter an den Heiligen Stuhl waren präsent. Das Wissen um die Konflikte zwischen Heinrich und Gregor geriet in Vergessenheit. Wegen ihrer Verbindung zu den Guidi schenkten ihr florentinische Chroniken wenig Beachtung, denn die Guidi waren Todfeinde der Florentiner. Für die von Giovanni Villani 1306 begonnene Nuova Chronica war Mathilde eine sittsame und fromme Person. Sie sei aus der heimlichen Ehe einer byzantinischen Kaisertochter mit einem italienischen Ritter hervorgegangen. Mit Welf V. habe sie die Ehe nicht vollzogen. Stattdessen habe sie beschlossen, ihr Leben keusch und mit frommen Werken zu verbringen.

### Frühe Neuzeit

Paolo Farinati, Matilde di Canossa a cavallo, ca. 1587. Öl auf Leinwand

Stammbaum der Familie Malaspina in Meraviglie Heroiche del Sesso Donnesco Memorabili nella Duchessa Matilda Marchesana Malaspina, Contessa di Canossa von Giulio Dal Pozzo, Verona 1678

Im 15. Jahrhundert verschwand Mathildes Hochzeit mit Welf V. aus der chronikalischen und narrativen Literatur. Zahlreiche Familien in Italien versuchten vielmehr Mathilde als ihre Ahnherrin zu beanspruchen und ihre Macht von ihr herzuleiten. Giovanni Battista Panetti wollte in seiner Historia comitissae Mathildis ihre Zugehörigkeit zur Familie der Este beweisen. Er behauptete, sie sei mit Azzo II., dem Großvater von Welf V., verheiratet gewesen. Auch Ariost erwähnte in seinem Epos Orlando furioso die angebliche Verwandtschaft Mathildes mit den Este. Giovanni Battista Giraldi ging ebenfalls von einer Ehe zwischen Mathilde und Azzo II. aus und berief sich dabei auf Ariost. Viele weitere Generationen folgten dieser Überlieferung. Erst der estensische Archivar Ludovico Antonio Muratori konnte sich im 18. Jahrhundert vom Familienkonstrukt der Este lösen. Er zeichnete dennoch kein realistischeres Bild der Markgräfin. Für ihn war sie eine Amazonenkönigin. In Mantua wurde Mathilde hingegen von den Gonzaga vereinnahmt. Den Anspruch der Malaspina untermauerte Giulio Dal Pozzo mit seinem 1678 verfassten Werk Meraviglie Heroiche del Sesso Donnesco Memorabili nella Duchessa Matilda Marchesana Malaspina, Contessa di Canossa.

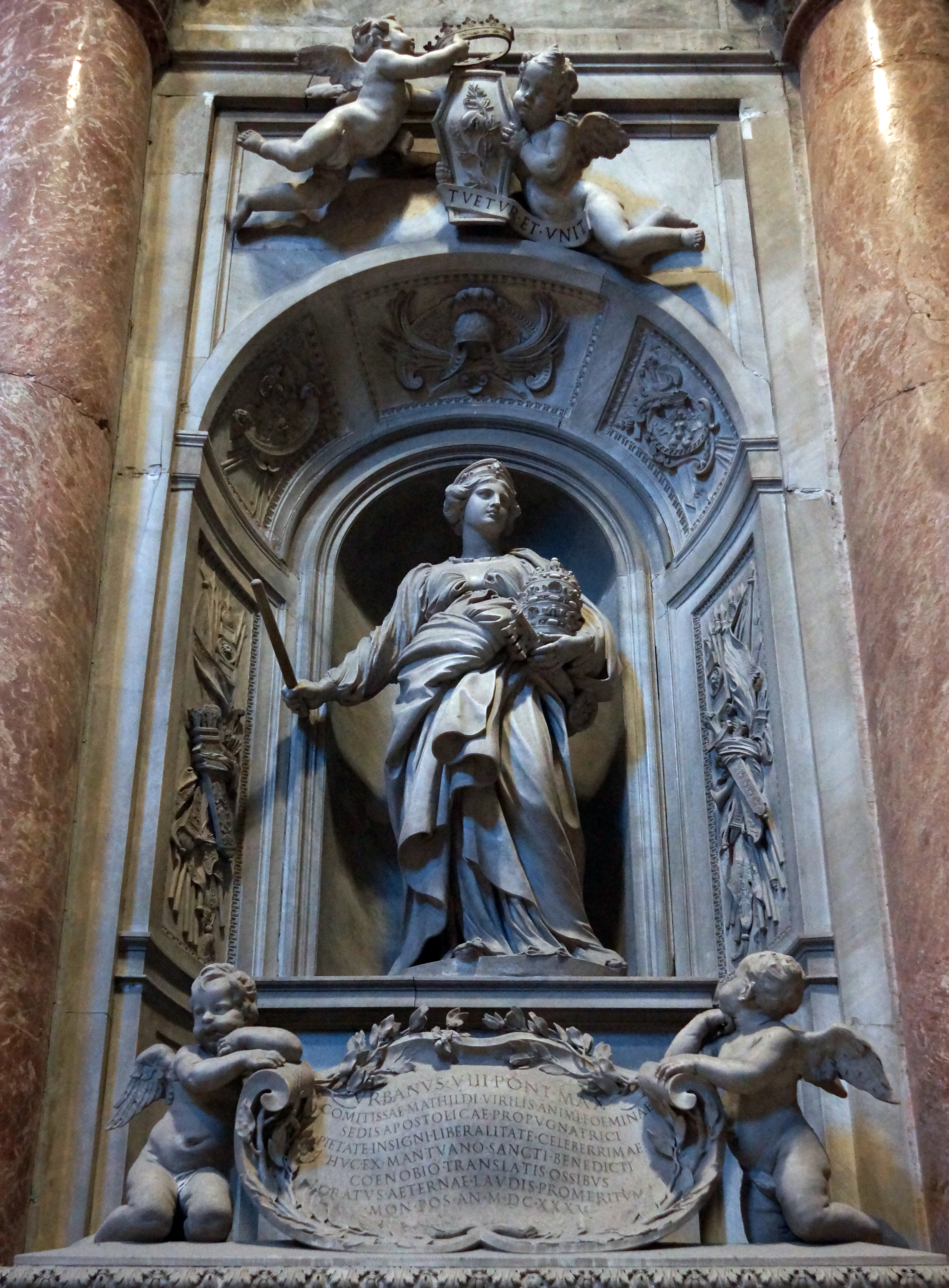
Grabstein im Petersdom

Einen wesentlichen Beitrag zu dem Mythos leistete Dantes Göttliche Komödie. Ob Dante sich bei der Figur Matelda auf Mathilde von Canossa, Mechthild von Magdeburg oder Mechthild von Hackeborn bezieht, ist allerdings strittig. Im 15. Jahrhundert wurde Mathilde von Giovanni Sabadino degli Arienti und Jacopo Filippo Foresti zur Kriegerin für Gott und Kirche stilisiert.

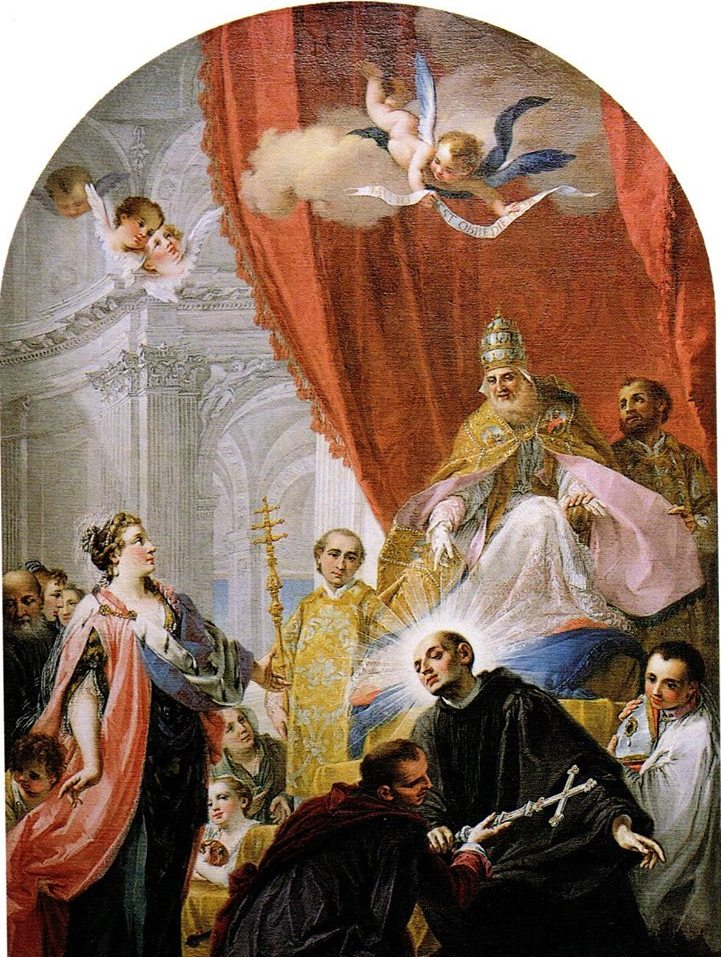
Mathilde bittet für Anselm von Lucca bei Papst Gregor VII. um die Investitur der Diözese Lucca. Das Gemälde von Saverio dalla Rosa aus dem Jahr 1782 befindet sich heute in Paris in einer Privatsammlung und war ursprünglich das Altarblatt des Hauptaltars im Chorumgang von S. Benetto Po.

Den Höhepunkt der positiven Beurteilung erreichte Mathilde in der Zeit der Gegenreformation und im Barock. Sie stieg zur tugendhaften Heldin und zum Vorbild für ganz Italien auf. Papst Urban VIII. ließ 1630 ihren Leichnam nach Rom transferieren und sie als erste Frau in Sankt Peter bestatten. Mathilde sollte für jeden sichtbar als Sinnbild des Triumphes der Kirche über alle Widersacher dienen. Gian Lorenzo Bernini entwarf das Grabmonument, die Statue schuf der Bildhauer Andrea Bolgi. In der Auseinandersetzung zwischen Katholiken und Protestanten wurden im 16. Jahrhundert zwei gegensätzliche Urteile rezipiert. Aus katholischer Sicht wurde Mathilde für die Unterstützung des Papstes verherrlicht. Für die Protestanten war sie für die Demütigung Heinrichs IV. in Canossa verantwortlich und wurde, wie etwa in der Biographie über Heinrich IV. von Johannes Stumpf, als „Papsthure“ verunglimpft.
In der Geschichtsschreibung des 18. Jahrhunderts (Lodovico Antonio Muratori, Girolamo Tiraboschi) war Mathilde das Symbol des neuen italienischen Adels, der sich eine gesamtitalienische Identität habe schaffen wollen. Zeitgenössische Darstellungen (Saverio dalla Rosa) präsentierten sie als Beschützerin des Papstes.
Neben der gehobenen Literatur trugen vor allem zahlreiche regionale Legenden und Wundergeschichten zu Mathildes nachträglicher Stilisierung bei. Schon relativ früh wurde sie von der Wohltäterin zahlreicher Kirchen und Klöster zur alleinigen Kloster- und Kirchenstifterin der gesamten Apenninlandschaft verklärt. Rund einhundert Kirchen werden Mathilde zugeschrieben. Der Mythos der hundert Kirchen entwickelte sich seit dem 12. Jahrhundert. Mit Mathilde werden zahlreiche Wunder in Verbindung gebracht. Sie soll den Papst gebeten haben, den Brunnen von Branciana zu segnen. Laut einer Legende können Frauen nach einem einzigen Trunk aus dem Brunnen schwanger werden. Nach einer anderen Legende soll sich Mathilde bevorzugt beim Kastell Savignano aufgehalten haben. Dort soll man die Fürstin in Vollmondnächten auf einem weißen Pferd am Himmel galoppieren sehen. Nach einer Legende aus Montebaranzone verschaffte sie einer armen Witwe und deren zwölfjährigem Sohn Gerechtigkeit. Zahlreiche Legenden ranken sich um Mathildes Ehen. Sie soll bis zu sieben Ehemänner gehabt haben und als junges Mädchen unglücklich in Heinrich IV. verliebt gewesen sein.

### Moderne
Im Zuge der besonderen Wertschätzung für das Mittelalter im 19. Jahrhundert wurde der Mythos erneuert. Die Überreste der Burg Canossa wurden wiederentdeckt, und Mathildes Aufenthaltsorte avancierten zu beliebten Reisezielen. Außerdem geriet Dante mit seiner Lobpreisung der Matelda wieder in den Blickpunkt des Interesses. Einer der ersten deutschen Canossapilger war August von Platen. Heinrich Heine veröffentlichte 1839 das Gedicht Auf dem Schloßhof zu Canossa steht der deutsche Kaiser Heinrich, in dem es heißt: „Droben aus dem Fenster lugen / Zwo Gestalten, und der Mondschein / Überflimmert Gregors Kahlkopf / Und die Brüste der Mathildis.“
In der Epoche des Risorgimento stand in Italien das Ringen um eine nationale Einigung im Vordergrund. Mathilde wurde für das tagespolitische Geschehen instrumentalisiert. Silvio Pellico trat für die politische Einheit Italiens ein. Er entwarf ein Theaterstück mit dem Titel Mathilde. Antonio Bresciani Borsa verfasste einen historischen Roman La contessa Matilde di Canossa e Isabella di Groniga (1857–58). Das Werk war in seiner Zeit sehr erfolgreich und erlebte weitere italienische Ausgaben in den Jahren 1859, 1860, 1864, 1876, 1882 und 1891. Es erschienen auch französische (1859 und 1862), deutsche (1860) und englische (1875) Übersetzungen.
Der Mythos Mathilde lebt in Italien bis in die Gegenwart fort. Die Matildines waren ein 1918 in Reggio Emilia gegründeter katholischer Frauenverein, ähnlich wie die Azione Cattolica. Die Organisation wollte junge Menschen aus der Provinz zusammenbringen, die mit der kirchlichen Hierarchie für die Verbreitung des christlichen Glaubens zusammenarbeiten wollten. Die Matildines verehrten Mathilde als eine fromme, starke und beständige Tochter von St. Peter. Nach dem Zweiten Weltkrieg wurden in Italien zu Mathilde und Canossa zahlreiche Biographien und Romane verfasst. Maria Bellonci veröffentlichte die Erzählung Trafitto a Canossa („Gepeinigt in Canossa“), Laura Mancinelli den Roman Il pincipe scalzo. Lokalhistorische Veröffentlichungen würdigen sie als Gründerin von Kirchen und Burgen in den Regionen von Reggio Emilia, Mantua, Modena, Parma, Lucca und im Casentino.

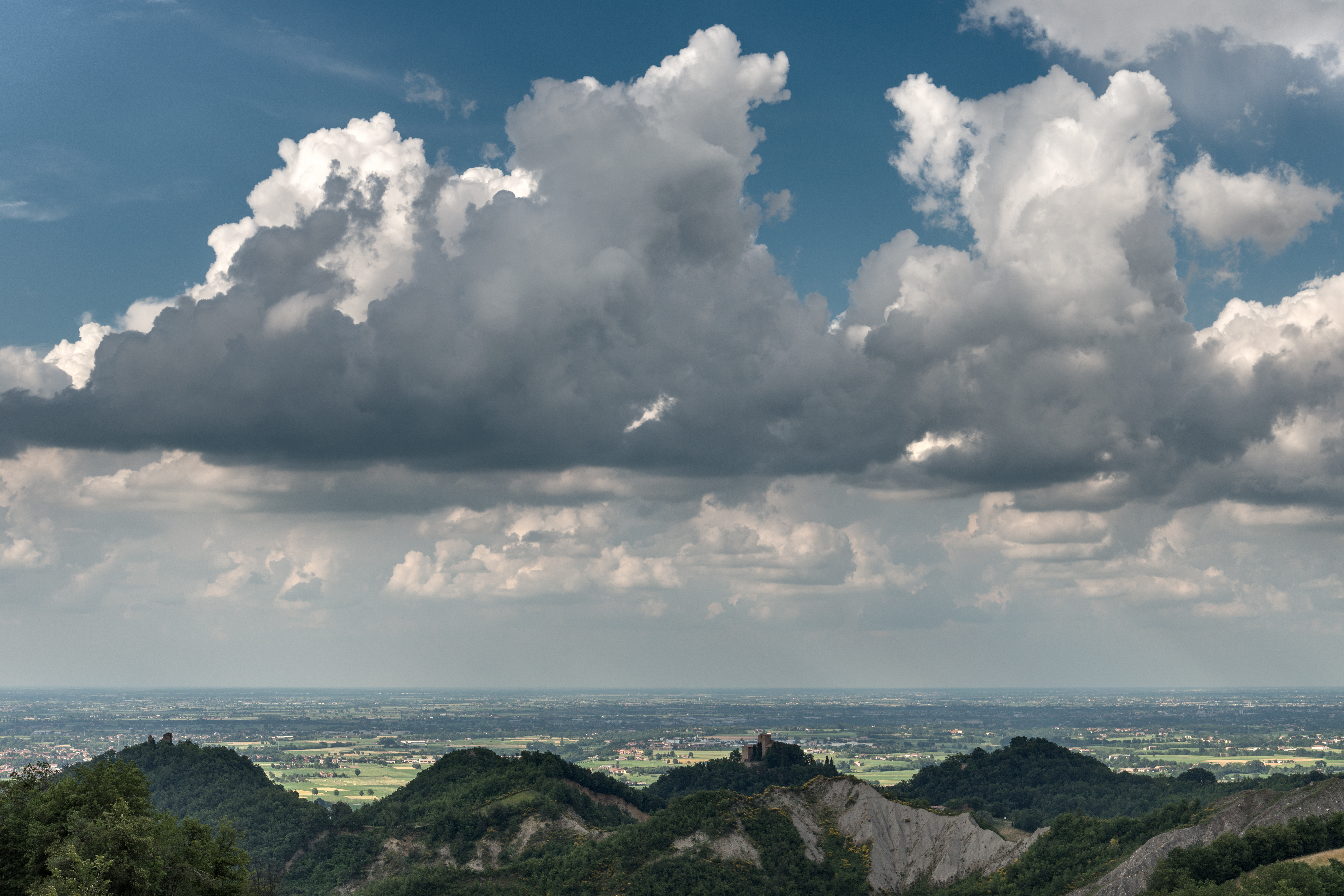
Quattro Castella ist nach den vier canusinischen Burgen auf den vier Hügeln am Fuße des Apennins benannt. Bianello ist die einzige Burg, die noch genutzt wird.

Eine Vielzahl von Gemeinden am nördlichen und südlichen Apennin führt ihren Ursprung und ihre Glanzzeit auf die Epoche Mathildes zurück. Unter dem Motto „Mathilde und ihre Zeit“ organisieren zahlreiche Bürgerinitiativen in Italien Umzüge. Emilianische Kreise beantragten 1988 erfolglos die Seligsprechung Mathildes. Der Ort Quattro Castella ließ aus Verehrung Mathildes seinen Namen in Canossa umändern. An das Treffen Mathildes mit Heinrich V. erinnert seit 1955 das auf der Burg Bianello stattfindende Mathilden-Fest. Veranstalter ist die Gemeinde Quattro Castella, in deren Besitz die Burg sich seit 2000 befindet. Die Ruinen auf den Hügeln von Quattro Castella wurden zum Gegenstand einer Petition für das UNESCO-Welterbe. In Quattro Castella findet jedes Jahr am letzten Maisonntag ein Fest zu Ehren Mathildes statt.

### Forschungsgeschichte
In der italienischen Geschichtswissenschaft findet Mathilde große Beachtung. In den Jahren 1963, 1970 und 1977 wurden Mathilden-Kongresse abgehalten. Anlässlich der 900. Wiederkehr der Ereignisse von Canossa wurde in Italien 1977 das Istituto Superiore di Studi Matildici gegründet und im Mai 1979 feierlich eröffnet. Das Institut widmet sich der Erforschung aller Canusiner und gibt mit den Annali Canossani eine Zeitschrift heraus.
In Italien gehörte im 20. Jahrhundert Ovidio Capitani zu den besten Kennern canusinischer Geschichte. Nach seinem Urteil aus dem Jahr 1978 war Mathildes Politik „tutto legato al passato“, vollständig an die Vergangenheit gebunden, also überholt und unflexibel gegenüber einer sich wandelnden Zeit. Zu den Markgrafen von Canossa legte Vito Fumagalli mehrere landesgeschichtliche Studien vor. Fumagalli sah die Ursachen für die Macht der Canossa in reichen und zentralisierten Allodialgütern, in einem strategischen Netz von Befestigungsanlagen und in der Unterstützung der salischen Herrscher. 1998, ein Jahr nach seinem Tod, erschien Fumagallis Biographie der Mathilde.
Von den italienischen Mediävisten hat sich Paolo Golinelli in den letzten drei Jahrzehnten am intensivsten mit Mathilde beschäftigt. Er publizierte 1991 eine Biographie zu Mathilde, die 1998 in deutscher Übersetzung erschien. Anlässlich der 900. Wiederkehr von Mathildes Zusammenkunft mit ihren Verbündeten in Carpineti wurde im Oktober 1992 von der Provinz Reggio Emilia ein finanziell unterstützter Kongress abgehalten. Dabei wurden die Herrschaft der Canusiner und die vielfältigen Herrschaftsprobleme im Oberitalien des 10. und 11. Jahrhunderts behandelt. Die Beiträge dieser Tagung wurden von Paolo Golinelli herausgegeben. Ein internationaler Kongress in der Reggio Emilia im September 1997 widmete sich ihrem Nachleben in kultureller und literarischer Hinsicht. Das Anliegen der Tagung war es herauszufinden, warum Mathilde solch ein Interesse in der Nachwelt auf sich zog. Thematisch wurden bis in die jüngste Vergangenheit Kunstgewerbe, Tourismus und Folklore behandelt. Die meisten Beiträge widmeten sich den genealogischen Anknüpfungsversuchen des oberitalienischen Adels an Mathilde in der Frühen Neuzeit. Golinelli gab den Sammelband 1999 heraus. Als wichtiges Ergebnis dieser Tagung schälte sich heraus, dass ihr Güter und Verwandtschaftsbeziehungen zugeschrieben worden sind, die historisch nicht belegt sind.
In der deutschsprachigen Geschichtswissenschaft bildete die Dissertation von Alfred Overmann den Ausgangspunkt für die Beschäftigung mit der Geschichte der Markgräfin. Overmann legte 1893 mit seiner Untersuchung zugleich die Regesten Mathildes vor. Die Arbeit wurde 1965 nachgedruckt und erschien 1980 in italienischer Übersetzung. In den letzten Jahrzehnten haben sich vor allem Werner und Elke Goez mit Mathilde befasst. Ab 1986 arbeitete das Ehepaar gemeinsam an der wissenschaftlichen Edition ihrer Urkunden. Dabei wurden mehr als 90 Archive und Bibliotheken in sechs Ländern aufgesucht. Die Edition wurde 1998 in der Reihe Diplomata der Monumenta Germaniae Historica veröffentlicht. Elke Goez publizierte neben zahlreichen Einzelstudien zu Mathilde eine Biographie von Mathildes Mutter Beatrix (1995) und trat als Verfasserin einer Geschichte Italiens im Mittelalter (2010) hervor. Im Jahr 2012 legte sie eine Biographie der Mathilde vor.
Das 900. Todesjahr Heinrichs IV. im Jahr 2006 rückte Mathilde in den Ausstellungen in Paderborn (2006) und Mantua (2008) in den Blickpunkt. Die 900. Wiederkehr ihres Todesjahres 2015 bildete in Italien den Anlass für verschiedene Initiativen. Der 21. Congresso Internazionale di Studi Langobardi fand im Oktober desselben Jahres statt. Daraus gingen zwei Tagungsbände hervor. In Williamsburg fand von Februar bis April 2015 im Muscarelle Museum of Art eine Ausstellung statt, die erste in den Vereinigten Staaten zu Mathilde.